# Hagadá

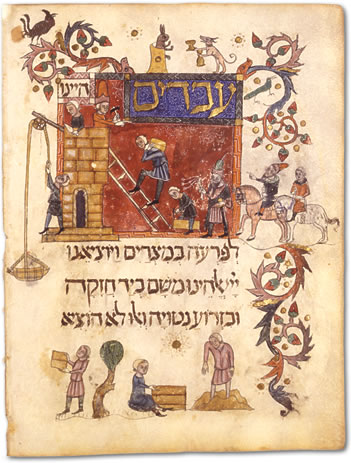
Arte sefardí. Hagadá Barcelona, manuscrito hebreo miniado, 1350, fol. 30v: "Esclavos fuimos de Faraón en Egipto ..." La presente era leída en Sefarad durante el Séder de Pésaj.

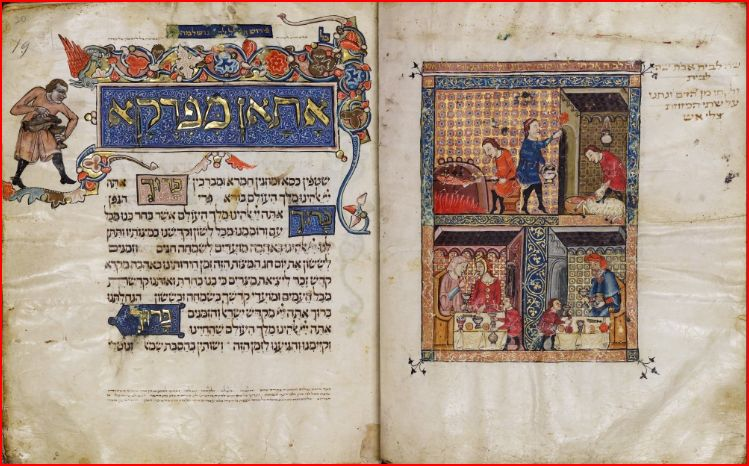
Hagadá Rylands: preparación del cordero pascual, marcado de las casas de los israelitas y celebración de la Pascua judía, Cataluña o Valencia, c. 1350 (Manchester, Biblioteca de la Universidad John Rylands, Ms. Hebreo 6, fols. 19v-20r).

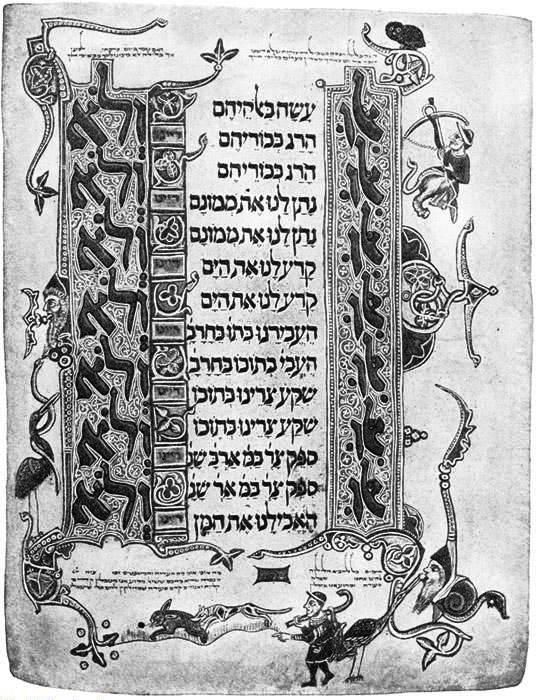
Hagadá Rylands: Dayenú. Versificación: "Ilu... ve lo... dayenú". Canción pascual que podría traducirse como "Si [tal cosa hubiese ocurrido] pero no [hubiera ocurrido tal otra], [aun así eso] nos habría bastado [para continuar creyendo siempre en Dios]". Decoración con motivos imaginarios marginales. Universidad Rylands, Ms. Hebreo 6, fol. 29v.

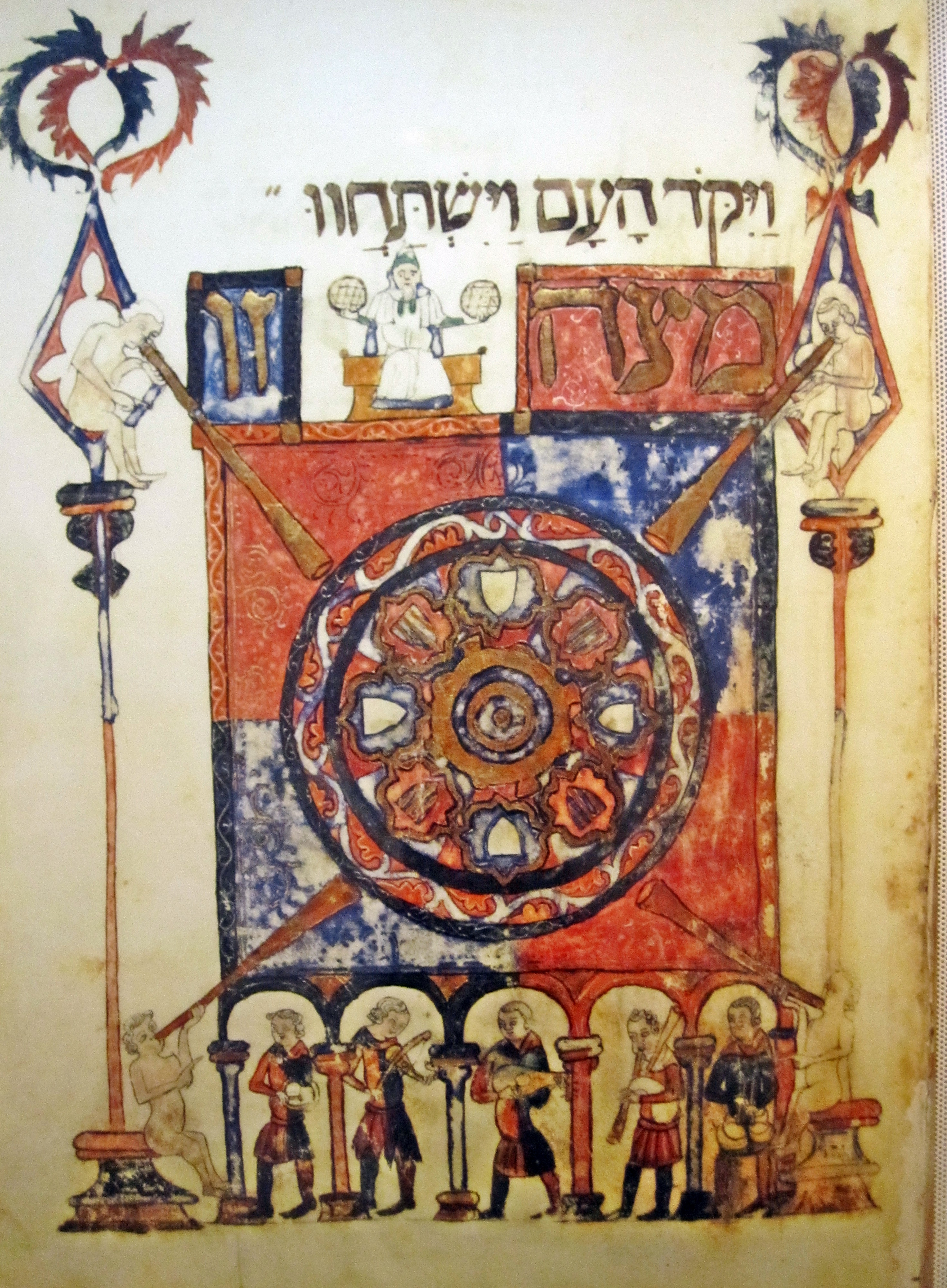
Hagadá Barcelona: Matzá (pan ácimo) y juglares hebreos.

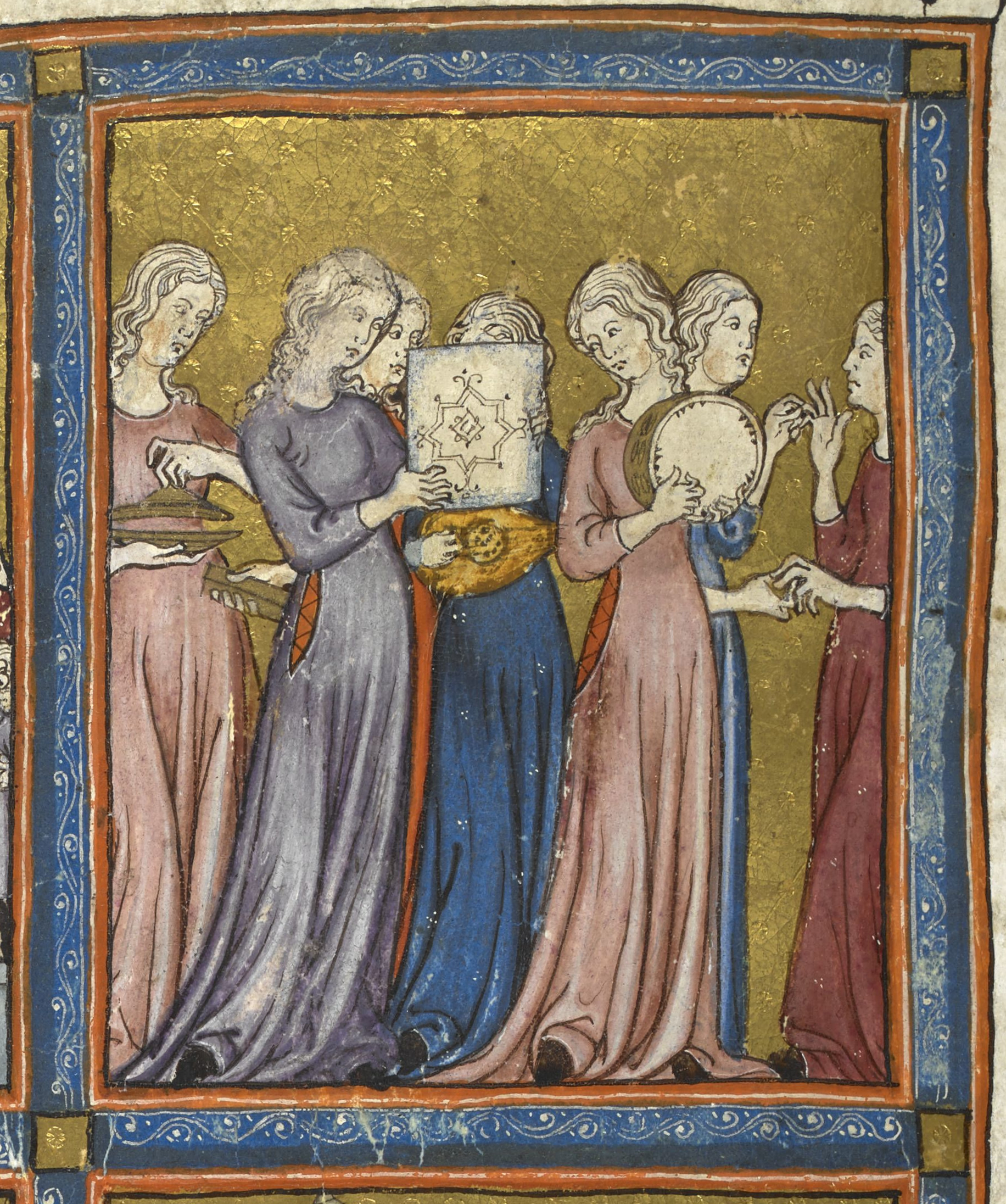
Arte sefardí. Hagadá Dorada, Barcelona, 1320. Miriam y las hebreas celebran el haber cruzado el Mar Rojo.

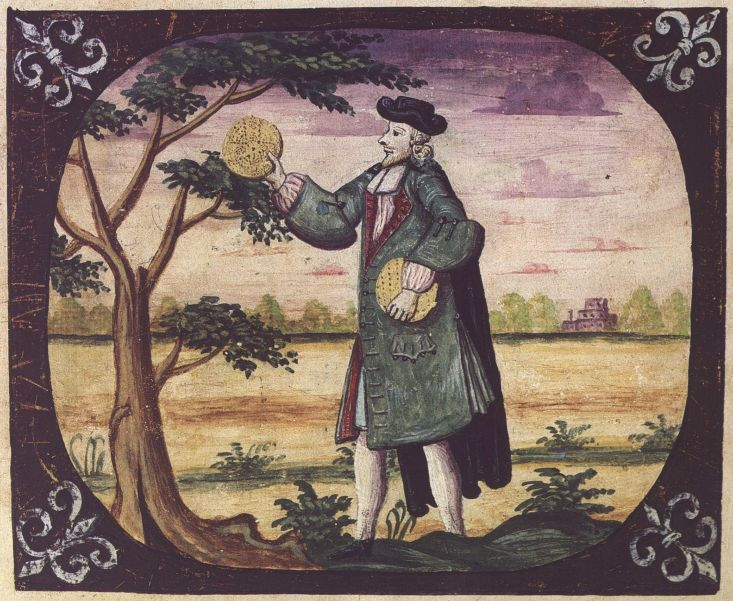
Arte asquenazí. Hebreo con panes ácimos representado por Philip Isaac Levy en la Hagadá Copenhague, Hamburgo, 1739.

El término Hagadá (en hebreo: הגדה, "narración" o "discurso") designa un conjunto de narraciones de la tradición oral hebrea, así como textos literarios hebreos de naturaleza no legalista, provenientes a veces de debates y escritos rabínicos (tal como sucede con el Talmud) y entre los que se incluyen cuentos, leyendas, parábolas y otras tantas narraciones que pueden hacer referencia a la historia y/o la astronomía.Hagadá es un término que proviene de la raíz hebrea נג"ד, estrechamente conectada a su vez con el verbo להגיד (lehaguíd), cuyo significado es tanto 'decir' como 'instruir'. En idioma hebreo, el plural de hagadá es hagadot.
Como indica la Enciclopedia Judaica ya en las postrimerías del siglo XX, el término hagadá suele emplearse con dos sentidos: uno de tipo general y otro sumamente específico.
En su sentido general, hagadá se refiere a una idea o narración que va acompañada de su explicación correspondiente. A ello, la Enciclopedia Judaica lo denomina "midrash hagadá" (מדרש הגדה). Se trata de una idea, dicho o narración (ya sea un cuento, una fábula, un proverbio o una leyenda) que encuentra expresión siendo fruto de la evocación en virtud de su valor didáctico o aleccionador.
El sentido más conocido del término hagadá se resume específicamente en Hagadá de Pésaj (הגדה של פסח), expresión que denomina al conjunto de narraciones y plegarias contenidas en un pequeño libro que los israelitas observantes de la religión mosaica leen durante la celebración de la Pascua hebrea y a lo largo del así denominado Séder de Pésaj. Dicho texto se refiere fundamentalmente a la esclavitud de los hebreos en Egipto y la epopeya que condujo a liberarlos de tal condición, haciendo de ellos un grupo libre con identidad nacional propia y a su vez provisto de Ley. Las narraciones, himnos y oraciones que se expresan o pronuncian durante la Pascua judía responden al cumplimiento de aquello que Moisés dijo al pueblo israelita:

«Tened memoria de este día, en el cual habéis salido de Egipto, de la casa de servidumbre, pues Yahveh os ha sacado de aquí con mano fuerte; por tanto, no comeréis leudado. Vosotros salís hoy en el mes de Abib. [...] Harás esta celebración en este mes. Siete días comerás pan sin leudar, y el séptimo día será fiesta para Yahveh. Por los siete días se comerán los panes sin levadura, y no se verá contigo nada leudado, ni levadura [...]. Y lo contarás en aquel día a tu hijo, diciendo: Se hace esto con motivo de lo que Yahveh hizo conmigo cuando me sacó de Egipto. Y te será como una señal sobre tu mano, y como un memorial delante de tus ojos, para que la ley de Yahveh esté en tu boca; por cuanto con mano fuerte te sacó Yahveh de Egipto. Por tanto, tú guardarás este rito en su tiempo de año en año». Éxodo 13:3-10.

A partir del citado pasaje bíblico que el pueblo de Israel ha considerado —y aún considera— su obligación el narrar la relato del Éxodo a lo largo de la celebración pascual.

## Naturaleza, contenidos y propósito de una hagadá
Una hagadá puede incorporar historias o relatos legendarios, incluso acerca de personajes y episodios bíblicos. En la lengua hebrea, el término hagadá suele significar además "fábula" o "leyenda". Con sus cuentos, parábolas y proverbios, textos de ciencias naturales y hasta de corte metafísico, toda hagadá persigue un fin didáctico. Una hagadá puede presentar secciones poéticas y/o folklóricas, todas ellas destinadas a hacer inteligibles las enseñanzas éticas al pueblo de Israel. De los pasajes bíblicos emerge toda clase de enseñanzas; a veces biografías de héroes nacionales, otras creencias que se van perdiendo en las lejanías del tiempo y la fantasía. Con todo, la hagadá muy a menudo suele incorporar secciones cuyo contenido es ético, religioso e histórico. Esta sección ética o ético-religiosa puede contener no solamente partes moralizantes propiamente dichas (referentes a la conducta humana y la ética), sino también textos que expresan ideas y sentimientos profundos acerca de la relación metafísica entre Dios y el hombre. La hagadá puede así incluir nociones sobre la filosofía de vida, ilustraciones y ejemplos para el comportamiento en la vida diaria. El estilo de estas secciones suele ser florido y recurrir frecuentemente al proverbio, al epigrama y a la fábula. Basándose en textos de autores diversos, resume A. Bonora:

«La haggadah "cuenta", interpretando y actualizando libremente, los sucesos [...] del pasado que se narran en la Biblia, sacando de ellos enseñanzas espirituales y éticas. [...] Para comprender la variedad de los géneros literarios en que se presenta la hag[adá], es necesario tener en cuenta el "gusto de contar" [y] el "gozo de la palabra" que está en el origen de lo que [alguna vez] se llamó "filología creadora". No vacila [así la hagadá] en recurrir a [...] pensamientos ingeniosos, a la ironía, a la gematría o al significado simbólico de los [valores] númer[ic]os correspondientes a las letras del alfabeto hebreo.
Este tipo de renarración de la Biblia floreció primero en la[s prédicas que tenían lugar en ...] la[s] sinagoga[s], [...] en los siglos I-IV [de nuestra era] y [que cesaron hacia el] año 1000. [... La hagadá] es una relectura de la palabra de Dios, [con] una finalidad edificante, es una hermenéutica actualizante [... y conlleva además la característica] pedagógica de instruir divirtiendo. [...] Se la ha definido como la cara artística y literaria de la Torá, ya que en ella ocupan un lugar importante los juegos de palabras y la imaginación. No falta en ocasiones el tono polémico [en ella] y se [le] permiten incluso las contradicciones».

Más allá de lo que se pueda haber dicho en la prédica sinagogal a la que Bonora se refiere, la Enciclopedia Británica señala que la escritura de los contenidos de las hagadot comenzó hacia el siglo V antes de nuestra era y alcanzó su punto culminante entre los siglos II y IV de nuestra era. Contenidos provenientes de diversas hagadot llegaron a constituir un tercio del Talmud de Babilonia y algo así como un sexto del Talmud de Jerusalén. Dichos contenidos fueron vertidos también en el Midrash. Tradicionalmente, los contenidos de las hagadot fueron particularmente apreciados por los sectores menos educados de las comunidades judías, en contraste con aquellos de la halajá o literatura legal, que fue territorio solo de educados y eruditos.
Cuando la compilación tuvo lugar, gran parte de las hagadot provenía de la tradición oral hebraica. Siglos más tarde, todo rabino o predicador destacado y popular en las sinagogas solía incluir en sus reflexiones e intervenciones dialécticas algunos cuentos y parábolas, e incluso llegaba a incorporar en ellas algunas anécdotas o fábulas variopintas, cautivando así a sus correligionarios, ya sean oyentes o interlocutores.
De acuerdo con la Enciclopedia Británica, los contenidos de las hagadot pueden ser clasificados en cinco grupos:
- 1. Exposiciones e interpretaciones de historias y crónicas bíblicas
- 2. Enseñanzas éticas expresadas en forma de homilías, máximas, parábolas, símiles, fábulas, acertijos y dichos lúcidos  u ocurrentes y a su vez filosos
- 3. Trabajos teológicos, incluyendo especulaciones religiosas, justificaciones y polémicas
- 4. Ciencia del saber popular, incluyendo medicina, matemáticas, magia y astrología
- 5. Historia, incluyendo el embellecimiento de la historia judía de los tiempos posbíblicos, leyendas, sagas, historias biográficas y folklore.

Una de las colecciones más notables de hagadot es el tratado de Pirké Avot (Dichos de los Padres), que contiene observaciones éticas y religiosas de maestros rabínicos y que data de tiempos que anteceden a los tanaítas. En el pasado existieron hasta colecciones de fábulas, tales como las Fábulas del zorro y las Fábulas de Kubsin, cuyos originales se perdieron, si bien parte considerable de sus contenidos fue oportunamente incorporada al Talmud.
Una hagadá histórica contiene relatos tejidos alrededor de biografías de personajes bíblicos y/o episodios históricos. Narra impresionantes persecuciones y de salvaciones milagrosas, considera genealogías tanto de personas como de familias enteras. A veces indica incluso el carácter de determinados personajes y rasgos que explican su modo de proceder en la vida. Puede relatar y ahondar en las vidas de los mártires y de los grandes sabios. Algunas de colecciones de hagadot de naturaleza histórica son mencionadas en el Talmud. 
La compilación del Talmud implicó un rumbo cierto para el rescate y la redacción de grandes colecciones de hagadot. El Talmud contenía muchas hagadot, aunque aún sin una organización sistemáticamente estructurada. Dado que los autores de los diferentes pasajes de las hagadot eran generalmente los mismos que los de la halajá (conjunto de normas rabínicas), ellas se volvieron una especie de complemento para la enseñanza, mas no llegaron a adquirir la misma atención y dedicación que aquellas destinadas a los contenidos de la halajá. Las incesantes persecuciones y matanzas en la "tierra de leche y miel" llevaron a diferentes generaciones de estudiosos judíos a compilar, redactar por escrito y preservar el valioso acervo de las hagadot ya a partir del siglo V antes de nuestra era.
La compilación y transcripción de los contenidos de las hagadot implicó para los estudiosos hebreos un trabajo que abarca por lo menos 1500 años y que, considerando que el trabajo no fue completamente acabado y continúa aún a ritmo sostenido, bien puede llegar a traducirse en términos de una ciclópea tarea de hasta unos 2300 años.

## Fundamentos de una hagadá y ejemplos históricos de su manifestación

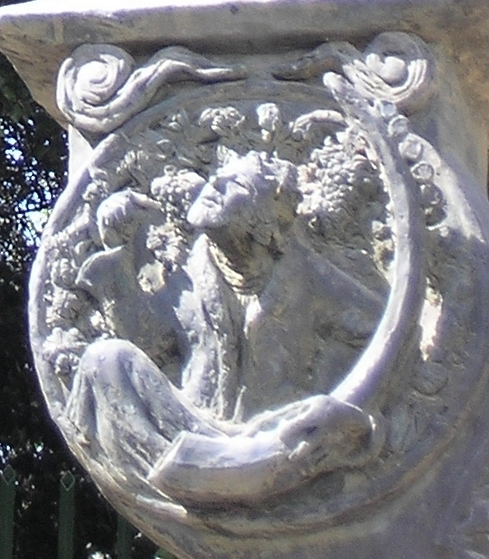
Hagadot o Parábolas de Salomón, relieve de bronce en la Menorá de la Kneset, por Benno Elkan, 1956.

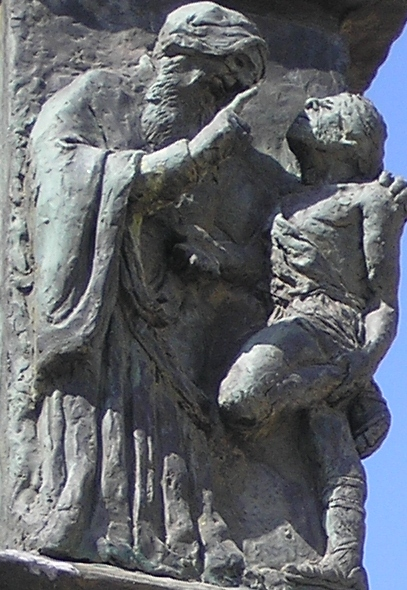
La enseñanza de Hillel. Relieve, Menorá de la Kneset.

Lo esencial de una hagadá no es su posible contenido histórico sino su naturaleza homilético-dialéctica. Al igual que la Halajá, la razón de ser de una hagadá involucra la interpretación de la Biblia. Pero los modos y métodos de interpretación empleados por las hagadot son mucho más variados aquellos de la Halajá. Se pueden llegar a discernir no menos de treinta y dos reglas usuales, entre las cuales figuran el notarikon y la gematría (ambos también empleados posteriormente en estudios cabalísticos diversos). 
Históricamente, tanto las hagadot como la Halajá son previas a la redacción de la Mishná y del Talmud. En tiempos de la redacción de la Mishná fue llevada a cabo la primera compilación literaria de hagadot, a la que se conoce como Midrash Génesis o Bereshit Rabá. El maestro y rabino Hilel, también llamado "Hilel el Anciano", y mejor conocido aún como "Hilel el Sabio" fue el primer erudito que sistematizó la interpretación de las hagadot a través de la escritura.
Se realizaron así varias colecciones midráshicas acerca de los demás libros de la Biblia, pero muy pocas de ellas han sobrevivido. Entre estas últimas figura, por ejemplo, el Shofer Tov, que trata los Salmos. Como hagadá de corte ético importante es el así llamado tratado Pirké de Eliézer, libro apócrifo del siglo VIII de nuestra era y que convencionalmente se atribuye a Eliézer ben Hircano. Esta obra contiene enseñanzas homiléticas y también capítulos dedicados a la astronomía, el cálculo del calendario y numerosas leyendas de naturaleza extraña. Del texto de este tratado emerge claramente que su autor conoce bien a la mujer, siendo ésta no necesariamente solo hebrea.  
Otra hagadá caracterizada por su contenido ético y verdadera joya de su género es el Séder Eliahu o Tana Debé Eliahu (Estudios de Elías), obra que algunos hebreos piadosos atribuyeron en su momento al profeta Elías, pero que de hecho fue desarrollada por Aba Elía, notable rabino que vivió en la Tierra Santa hacia fines del siglo X de nuestra era.
Existen hagadot que tratan temas de lo más diverso y lo hacen de modos muy distintos. Entre ellas merecen ser mencionadas Divré HaYamim shel Moshé que concierne la vida de Moisés; Maasé Abraham Avinu (Hechos de Nuestro Padre Abraham); Jacob y las guerras llevadas a cabo por sus hijos; las parábolas de Salomón; y el Midrash Yoná que incorpora una descripción poética de la estancia de Jonás en el interior de la gran criatura marina.
Se conocen también hagadot que llevan nombres relacionados con números, como Los diez exilios del pueblo judío, otras que se relacionan directamente con los Diez Mandamientos e incorporan a raíz de ello contenidos éticos que emergen del Decálogo o se emparentan con el mismo, y otras más que se ocupan de "los diez reyes" y se refieren a diez grandes monarcas que reinaron o reinarán en el mundo antes de la llegada del Mesías.
Existen por otra parte hagadot que consideran tanto el paraíso como el infierno. Las hay también dedicadas a cada una de las letras de la Biblia e incluso dedicadas a los acontecimientos que acompañarán a la llegada del Mesías. 
Hacia fines de la Edad Media tuvieron lugar compilaciones de textos relacionados con los libros bíblicos. Acerca del Génesis, una de ellas fue compuesta por Moshé Hadarshan en el siglo XI y, aunque su texto original se perdió, el mismo es citado por varios autores posteriores a Hadarshan. Otra compilación dedicada al Pentateuco y otros libros bíblicos fue realizada por rabí Tubia ben Eliézer en Alemania a fines del siglo XI. Dicho texto es citado frecuentemente en el tratado titulado Lekaj Tov, cuyo significado en la lengua hebrea es 'Buen aprendizaje'. Por último, sumamente importante es el gran compendio interpretativo conocido como Yalkut Josef, que fue minuciosamente desarrollado por el exégeta Josef ben Shimón Caro (Simeon Kara), rabino francés que vivió entre los siglos XII y XIII. Se trata de una monumental colección interpretativa compuesta de 24 volúmenes, una verdadera enciclopedia de las hagadot. Con esta obra culmina la compilación, redacción y desarrollo literario que concierne a las hagadot y que abarcó aproximadamente quince siglos, comenzando hacia el siglo II antes de nuestra era y culminando en el siglo XIII de nuestra era.

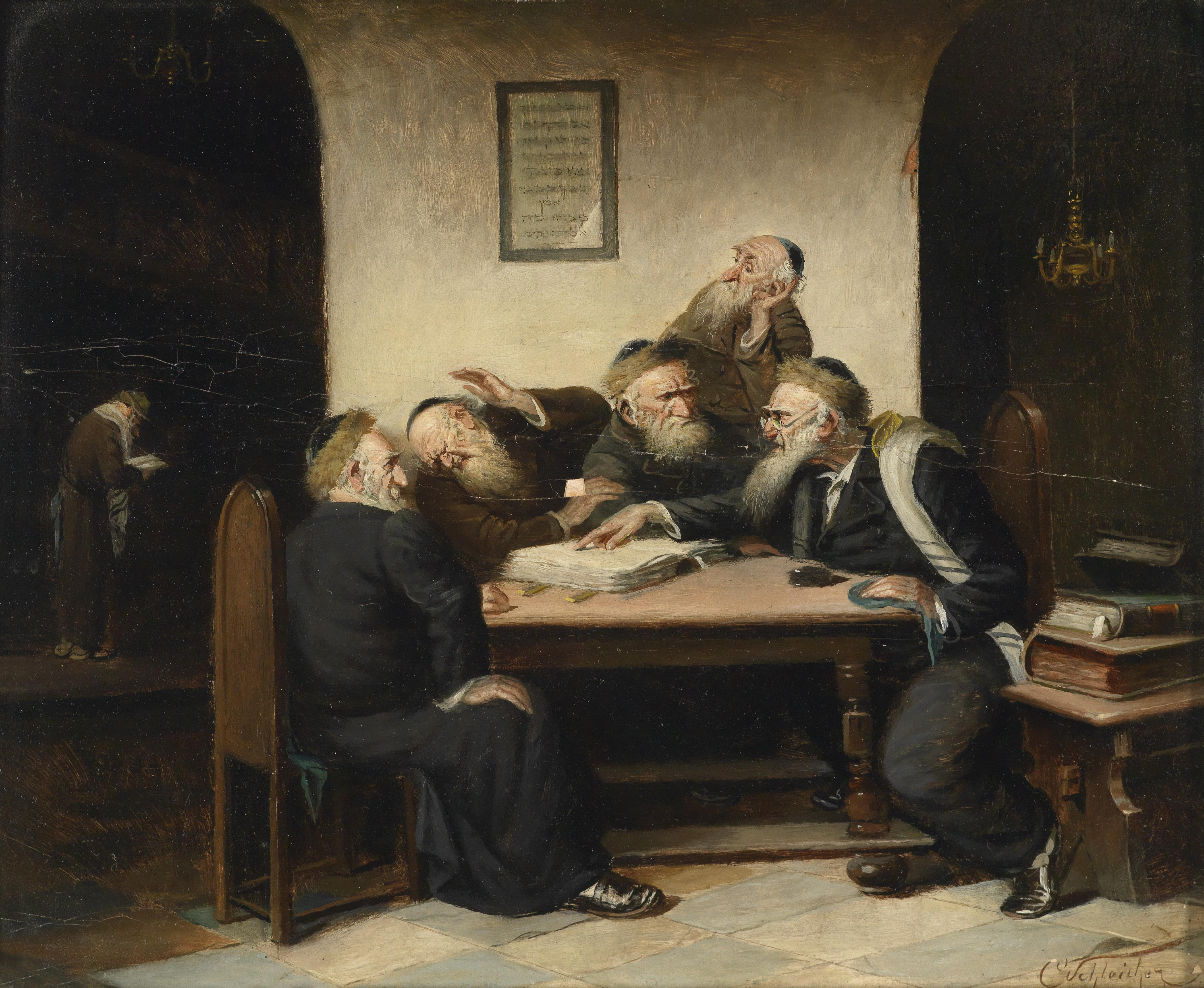
Una controversia cualquiera a partir del Talmud, picaresco óleo de Carl Schleicher, c. 1870.
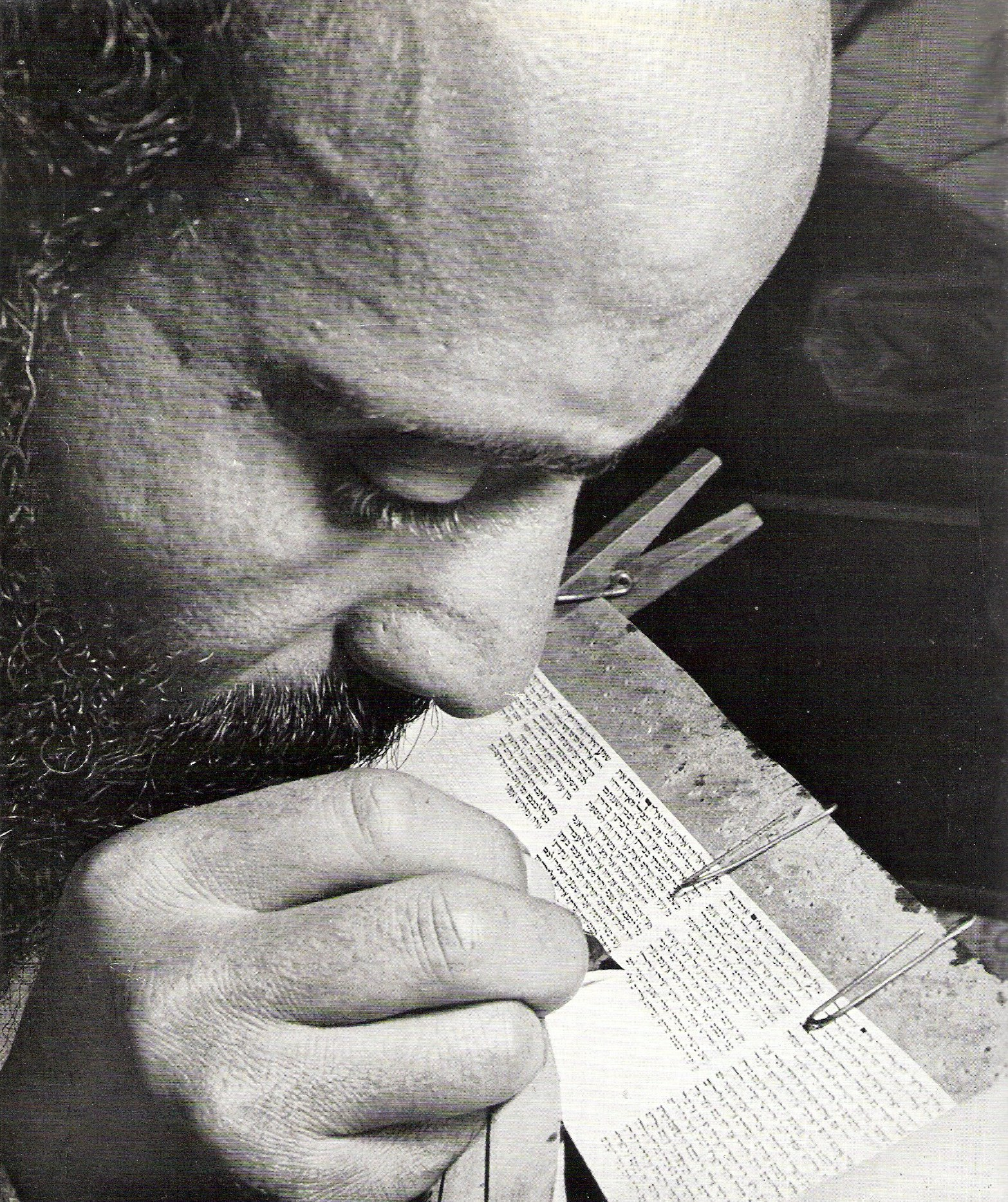
Sofer o escriba judío transcribiendo un texto hebreo, 1958.
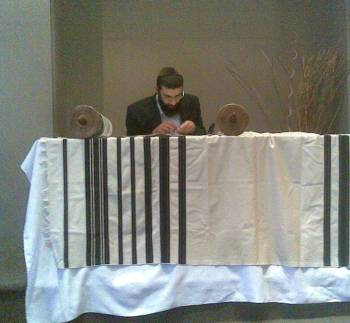
Escriba judío finalizando una transcripción bíblica, 2007
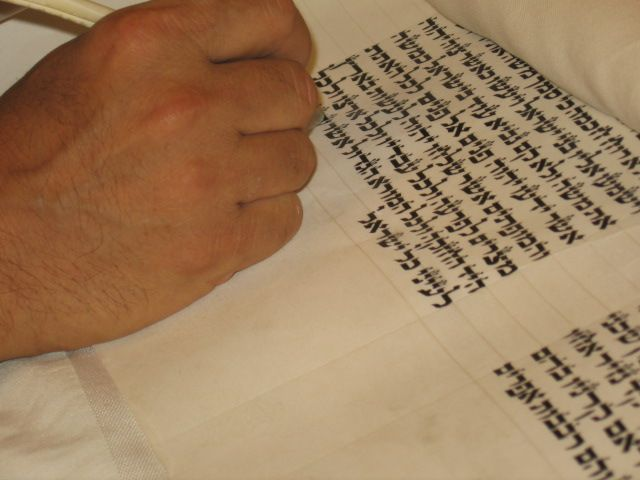
Calígrafo profesional judío escribiendo un texto sagrado en hebreo de modo manuscrito y con la ayuda de una pluma de ganso, fotografía tomada en 2009
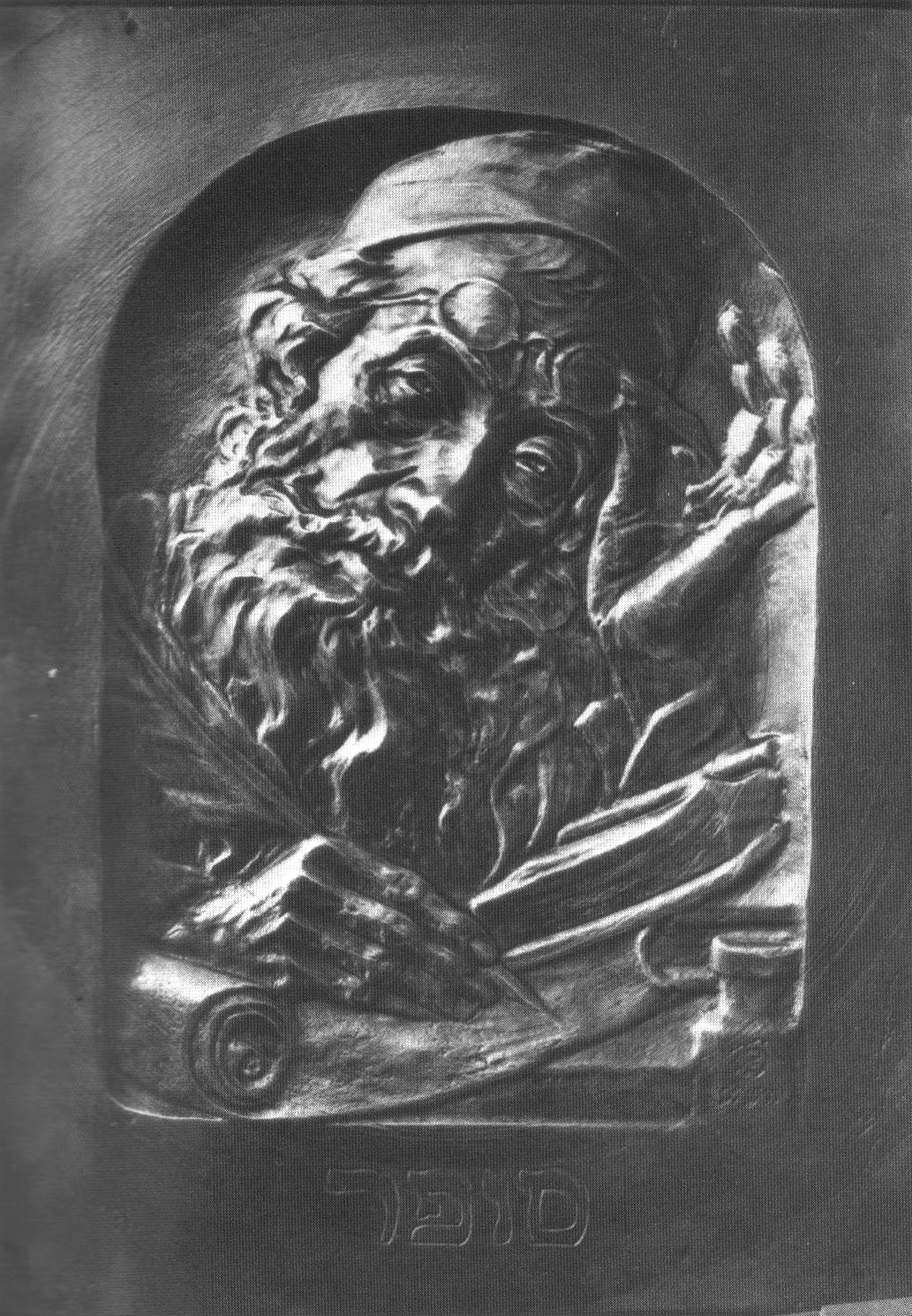
Arte judío. Boris Schatz, Sofer (escriba hebreo), relieve, 1912

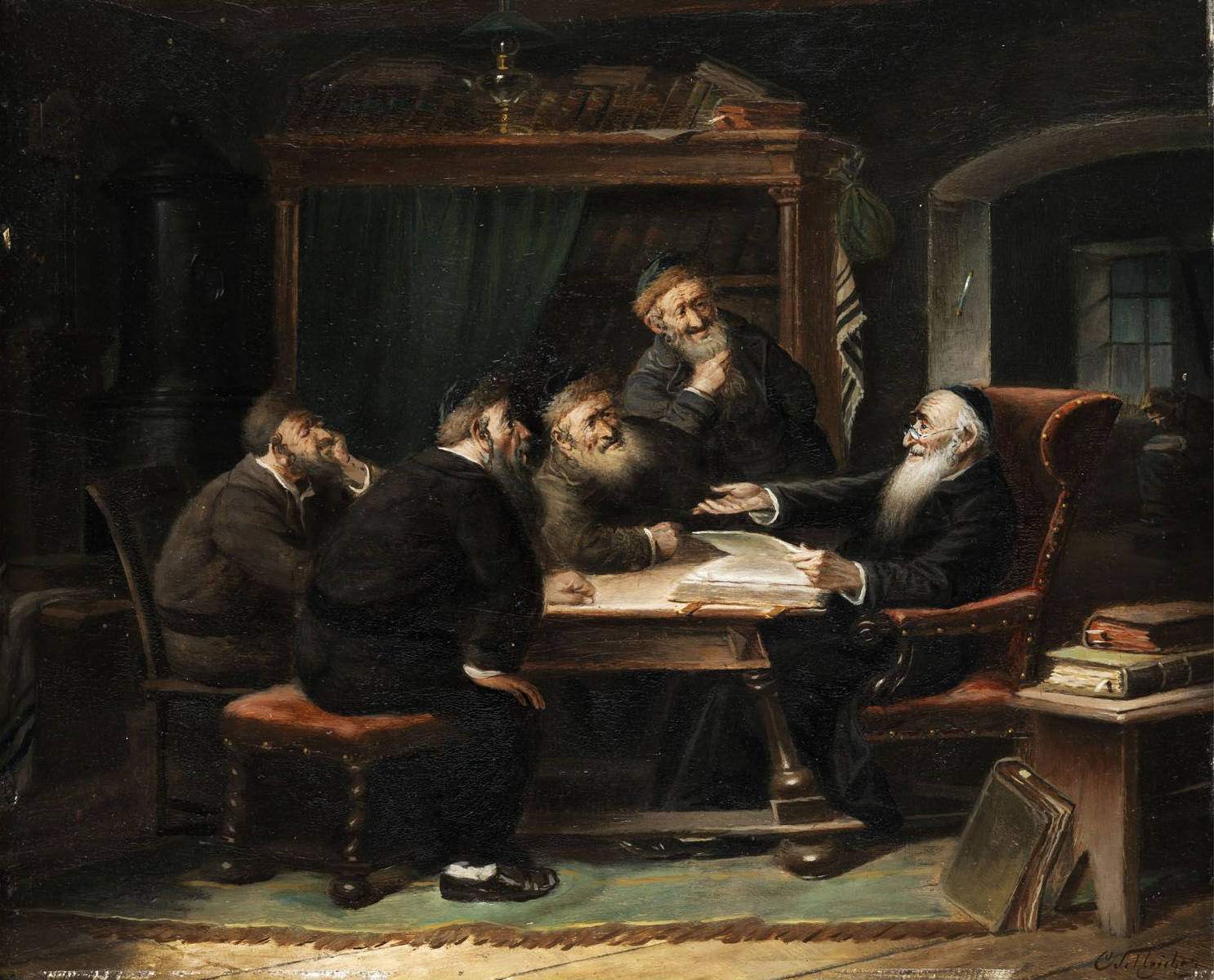
En lo del rabino es un cuadro costumbrista. Representa la consulta que un grupo de judíos observantes le hace a su venerado líder religioso y comunitario, quien, para responderles, recurre a los contenidos de una hagadá, posiblemente talmúdica. Óleo de Carl Schleicher, realizado en Viena, c. 1875.

En términos generales, una hagadá tiende a ilustrar las virtudes del pueblo judío, enseñando los motivos y obligaciones que lo señalan como pueblo elegido (como propulsor original del monoteísmo, su observancia y cumplimiento), y busca además interpretar el significado de la intervención divina en su historia considerando los sufrimientos y espranzas de la nación hebrea. Todo ello tiene el objeto de enseñar la moral bíblica y preparar al pueblo para la llegada del Mesías, acontecimiento que a veces describe extensamente y con minuciosidad, dejándose incluso llevar por la fantasía.
Es así que una hagadá constituyó una especie de bálsamo en la vida árida y áspera que confrontaron los judíos de los tiempos antiguos y medievales. La fantasía y el encanto proveyeron inspiración a poetas religiosos hebreos, niños, estudiantes y al pueblo judío en general. Indudablemente la hagadá incorporó además no poco material folklórico de las naciones con las que judíos vivían o comerciaban. Pero, por otra parte, poca duda cabe de que la hagadá, como antología literaria, ejerció considerable influencia en el pensamiento de diferentes naciones y credos, tanto en los reinos cristianos como musulmanes.
Por ser una obra compilada y desarrollada a lo largo de quince siglos, y por centenares de personas todas ellas muy diferentes, los pasajes de la hagadá suelen presentar diferencias considerables en lo que concierne a su valor poético y filosófico. Junto a observaciones profundas y sentimientos elevados pueden incluso llegar a encontrarse exageraciones caricaturescas y hasta antropomorfismos pedestres, que describen a Dios poniéndose las filacterias o discutiendo en pie de igualdad con estudiantes del Talmud.

## Hagadá de Pésaj

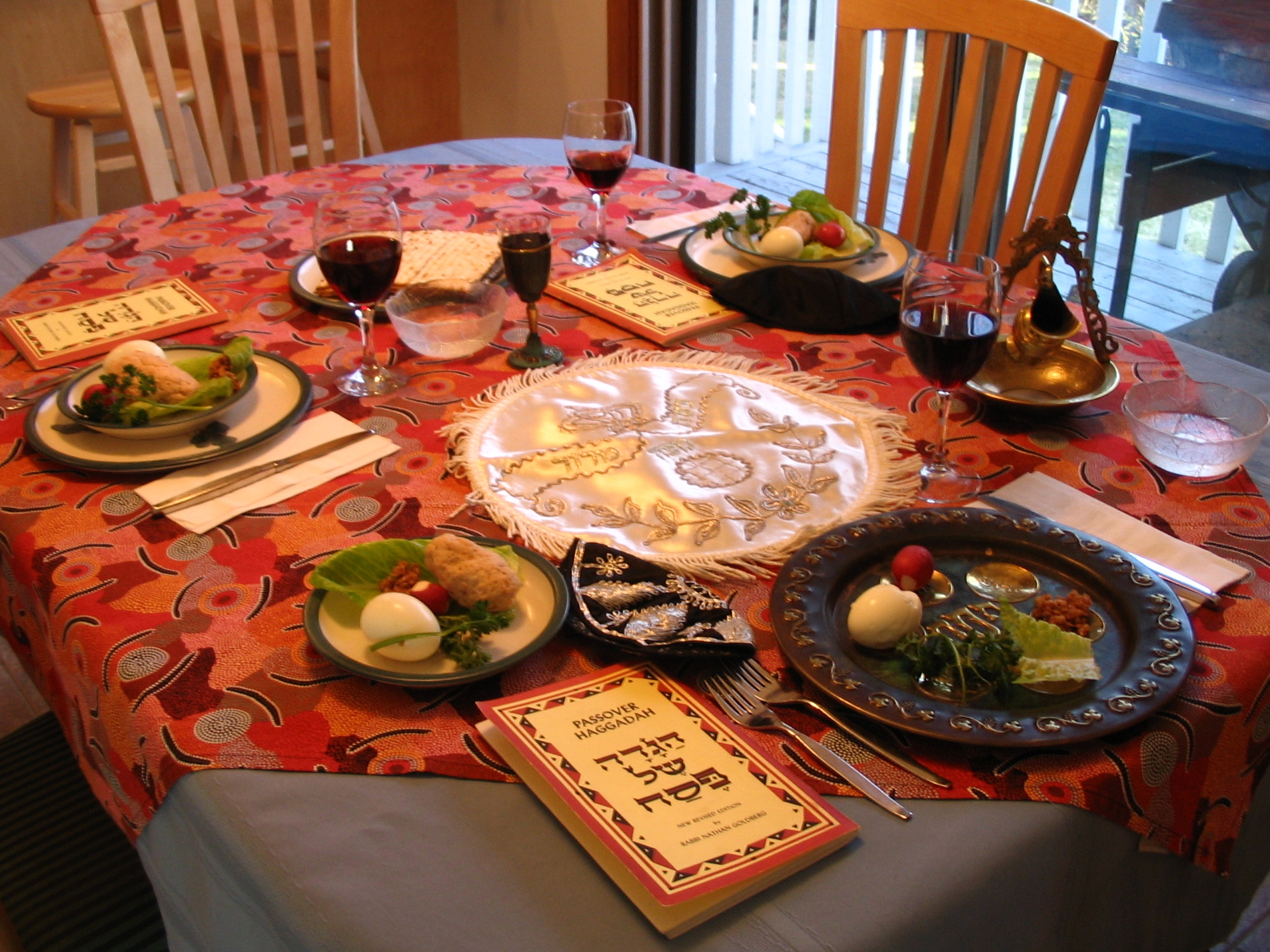
Mesa preparada para la celebración del Séder de Pésaj, incluye una hagadá hebrea para cada comensal.

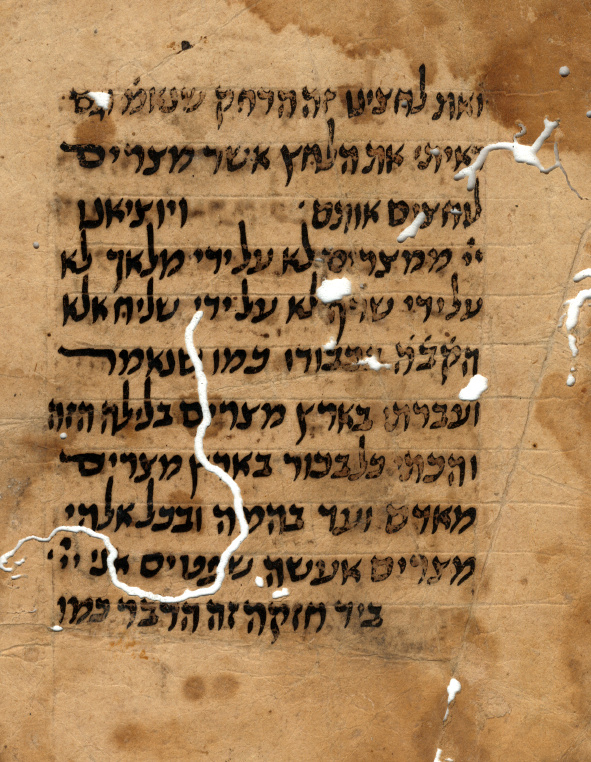
Fragmento con el texto hebreo de una Hagadá de Pésaj, proveniente de la Genizá del Cairo,.

Probablemente la más importante de todas las hagadot sea la Hagadá de Pésaj, nombre con que se conoce al libro que se emplea durante el Séder de Pésaj, es decir, el orden propio del ritual y las plegarias que tienen lugar durante la festividad pascual.
En el judaísmo, la Hagadá de Pésaj es el texto que guía la secuencia u orden de los actos rituales y plegarias que se llevan a cabo durante la cena pascual. Y, a raíz de ello, el nombre completo de la "Hagadá de Pésaj" bien podría ser Hagadá del Séder de Pésaj, dado que de hecho es a partir de ella que se desarrolla la secuencia de ritos y rezos según estable la tradicióna hebraica.
La Hagadá de Pésaj está usualmente escrita en hebreo, pero algunas veces es presentada en diferentes versiones bilingües. Trata la historia de los patriarcas hasta su migración a Egipto y también la liberación de la esclavitud de los hebreos de Egipto, por lo cual es un texto de gran importancia para el pueblo judío. En efecto, la Hagadá, como lo resume A. Bonora, "actualiza el relato del Éxodo".
La Hagadá de Pésaj es además el texto utilizado para los servicios de la noche de la Pascua judía. El texto es leído durante la mencionada celebración y narra la historia de la liberación del pueblo de Israel de Egipto a partir de lo escrito en el Libro del Éxodo, obreciendo comentarios que proveen una filosofía religiosa de la historia del pueblo judío y aportando respuestas a las tradicionales preguntas formuladas por los niños cuando comienza el Séder.
Por celebrar la liberación del pueblo israelita, Pésaj es una de las más importantes fiestas judías. Cada judío tiene por mandato narrar lo sucedido a las generaciones futuras. 
Además de la narración de la mencionada liberación, la Hagadá de Pésaj contiene también oraciones, cánticos y proverbios judíos que acompañan a esta festividad. 
No existe un único texto para la Hagadá: las diversas ramas del judaísmo poseen variantes que le son propias y han sido establecidas en conformidad con la orientación del rabino específico de cada congregación judía. Además, corporaciones e instituciones diversas suelen tener su texto particular y versión propia para la Hagadá.

## Iluminación deHagadot
Edward Rothstein nota que mientras los manuscritos con textos religiosos hebreos tienden por lo general a ser abstractos y atemporales, su iluminación los transforma, de modo tal que lo sagrado se vuelve específico tanto en tiempo como en espacio: dado que incorpora al texto religioso en la historia, e incluso, en la propia biografía, es por medio de la iluminación que en el manuscrito miniado "lo sagrado se vuelve personal".
La tradición judía se siente poco a gusto ante cualquier tipo de ilustración que pueda llegar a ser asociada con la idolatría o con la representación de la Divinidad. Esta última, observa Rothstein, permanece en el misterio, mientras que la humanidad es en sí un terreno fértil para la especulación y la ilustración. Rothstein explica que en el judaísmo no son los textos religiosos tradicionales los que se ilustran, sino aquellos textos que narran los episodios épicos del pueblo hebreo: la Hagadá de Pésaj y la Meguilá de Ester en particular son ilustradas con gran entusiasmo y es específicamente en ellas donde los artistas despliegan sus conocimientos e imaginación en materia de conciencia histórica y de experiencia personal.

### Galería deHagadot

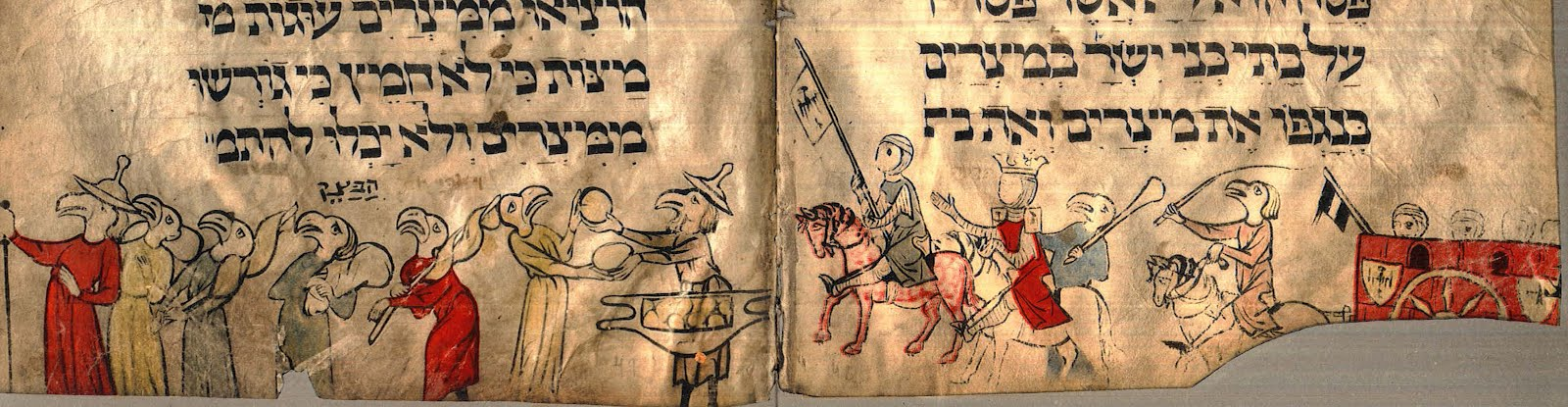
Éxodo. Hagadá de los Pajaritos, arte asquenazí, c. 1300. Museo de Israel, Jerusalén
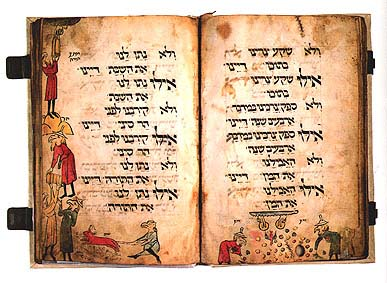
Los hebreos recolectan el maná y reciben la Ley.[34] Hagadá de los Pajaritos: Dayenú, c. 1300.
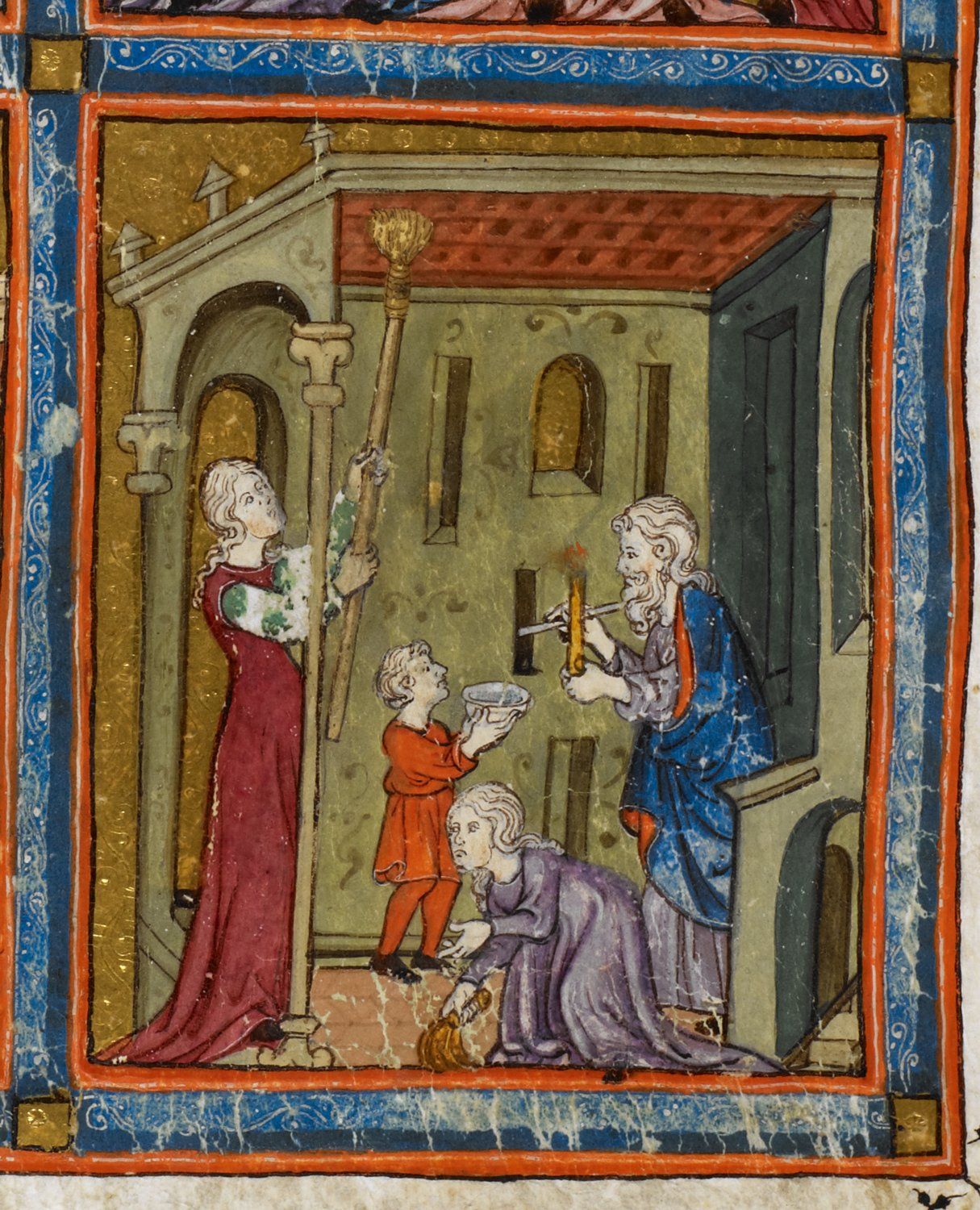
Hagadá Dorada, Barcelona, 1320. Limpieza general previa a Pésaj
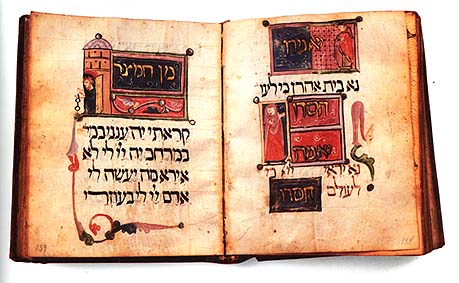
Hagadá Sasoon, España o sur de Francia, 1320.[35] Museo de Israel, Jerusalén
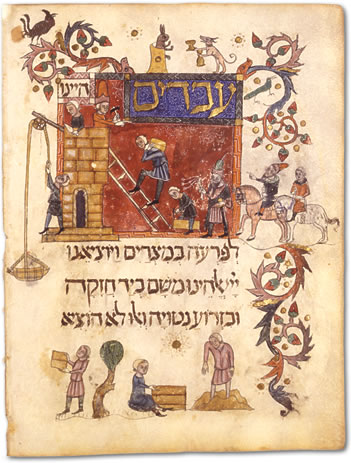
Hebreos en esclavitud en Egipto. Hagadá Barcelona, arte sefardí, 1350
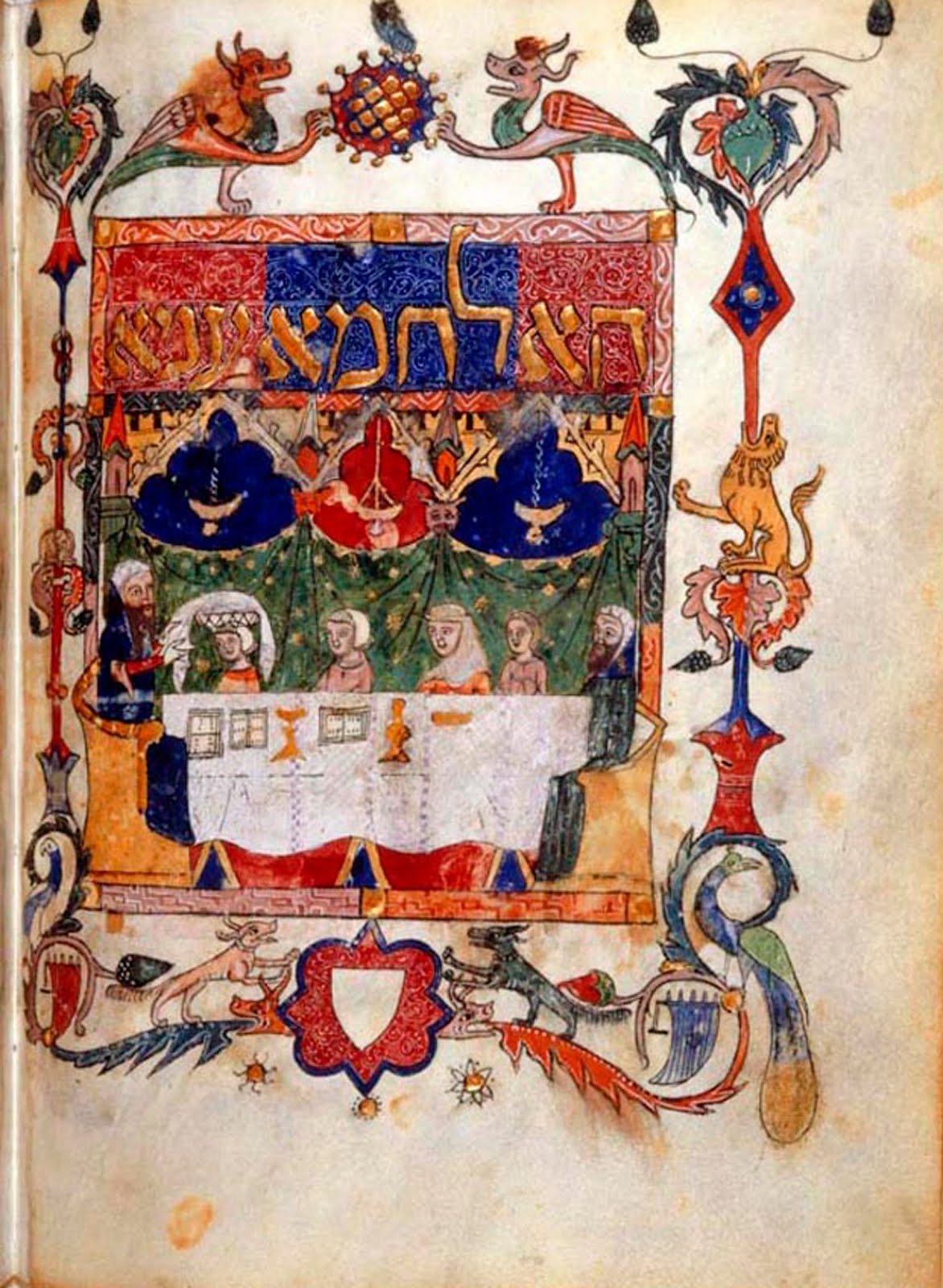
Hagadá Barcelona, 1350: "Ha-Lajmaniá"
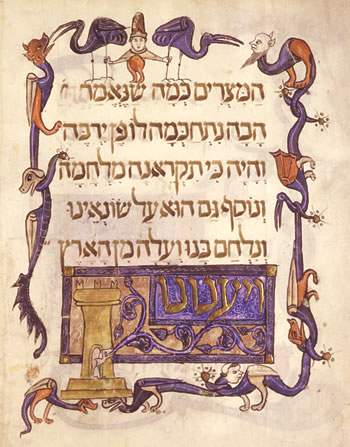
Hagadá Barcelona, 1350, fol. 42v
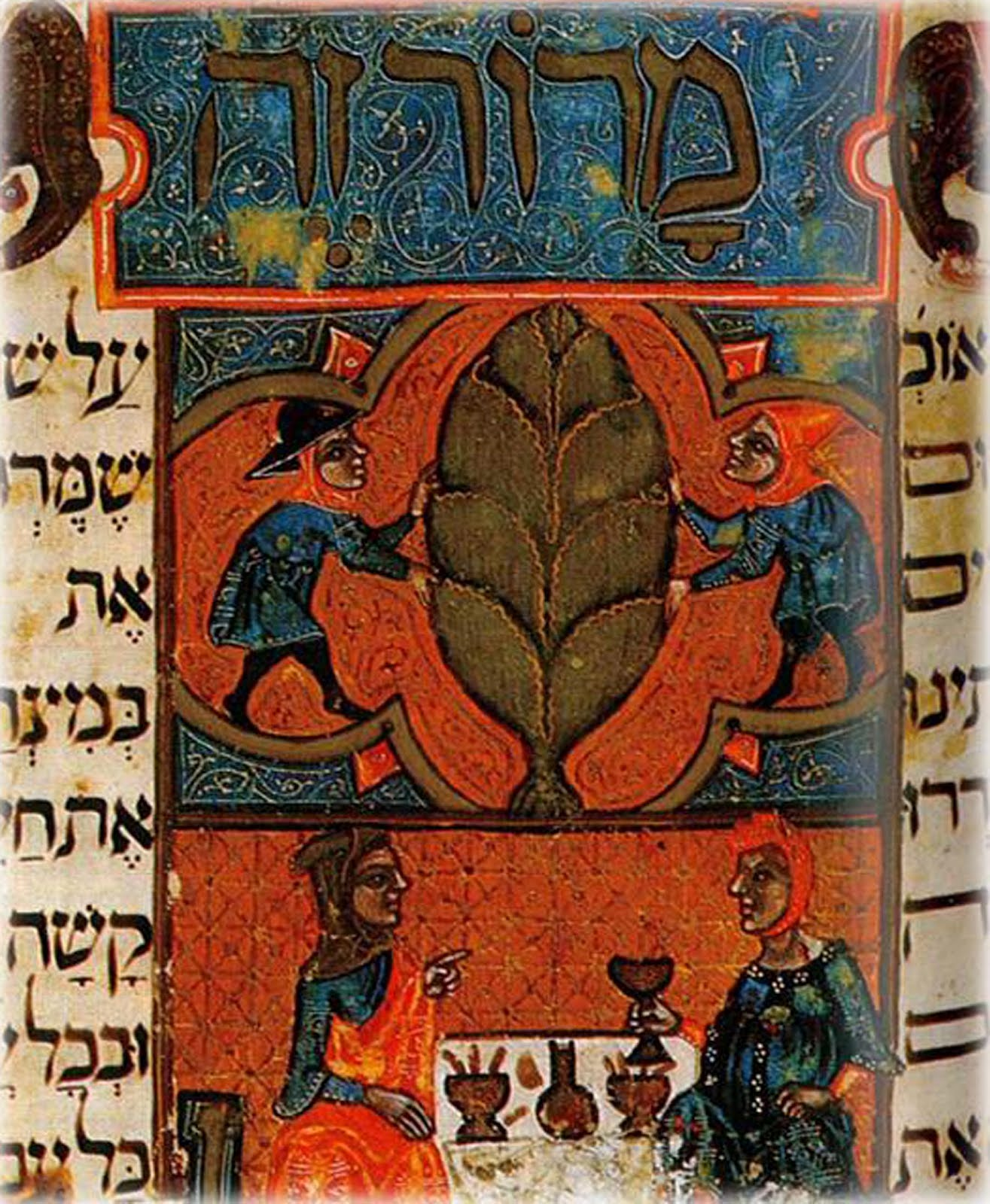
Hagadá Hermanada a la Hagadá Rylands,[36] Barcelona, 1350. Maror zé, en hebreo, literarlmente "esta amargura" alude a la condición de los hebreos cuando aún eran esclavos en Egipto. La imagen superior presenta dos hebreos diminutos junto a la (así-denominada) hierba amarga, representada aquí como un vegetal enorme; por debajo, puede verse una pareja judía celebrando el Séder de Pésaj.
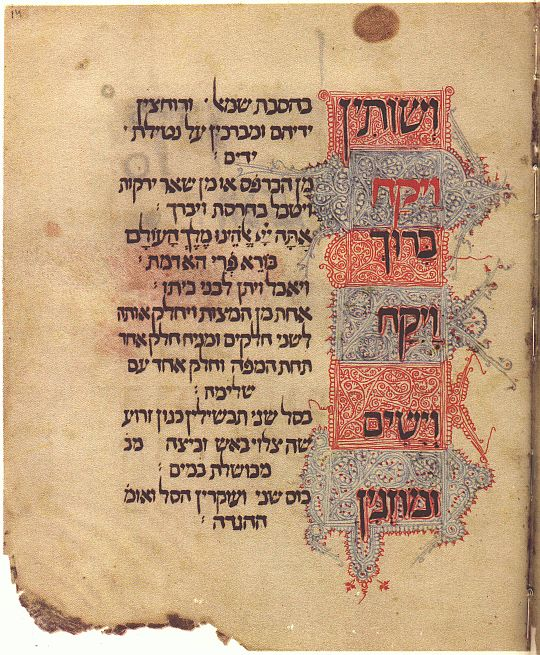
Hagadá Cataluña, s. XIV. Colección Kaufmann
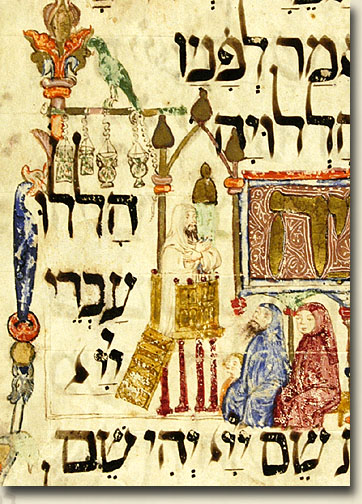
Hagadá Cataluña, s. XIV: Sinagoga
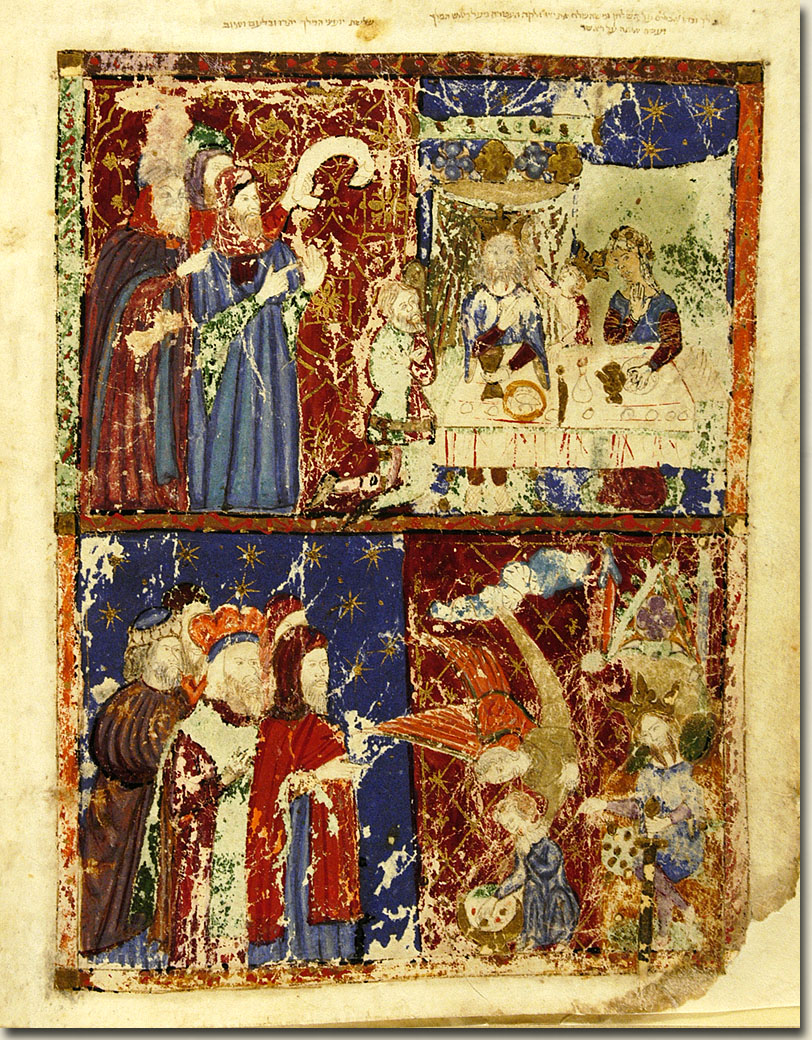
Infancia de Moisés. Hagadá Kauffmann, s. XIV
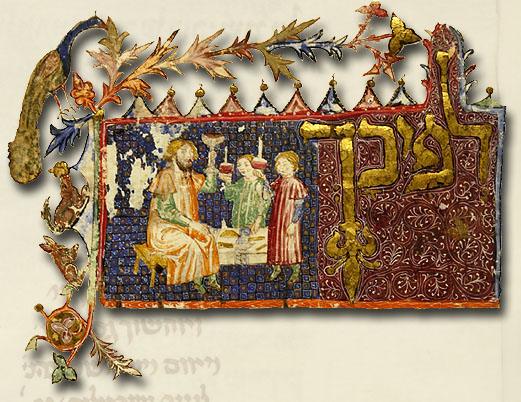
Los hebreos celebran la Pascua judía, Pésaj. Hagadá Kauffmann, s. XIV
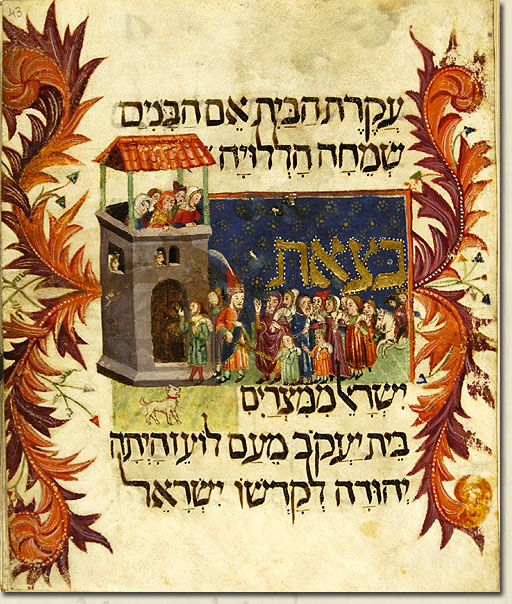
Liderados por Moisés, los hebreos pasan ante un asentamiento egipcio (con las puertas cerradas), posiblemente Baal Tzafón. Hagadá Kauffmann, s. XIV
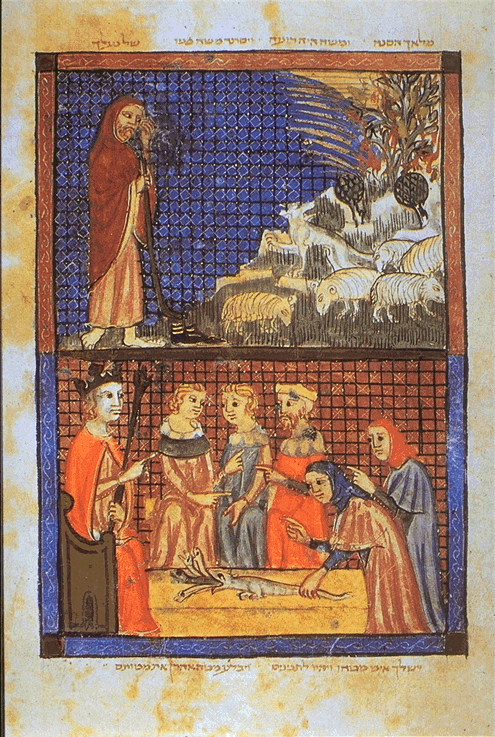
La zarza ardiente y la vara de Moisés transformándose en serpiente. Hagadá de Sarajevo, Barcelona, 1350.
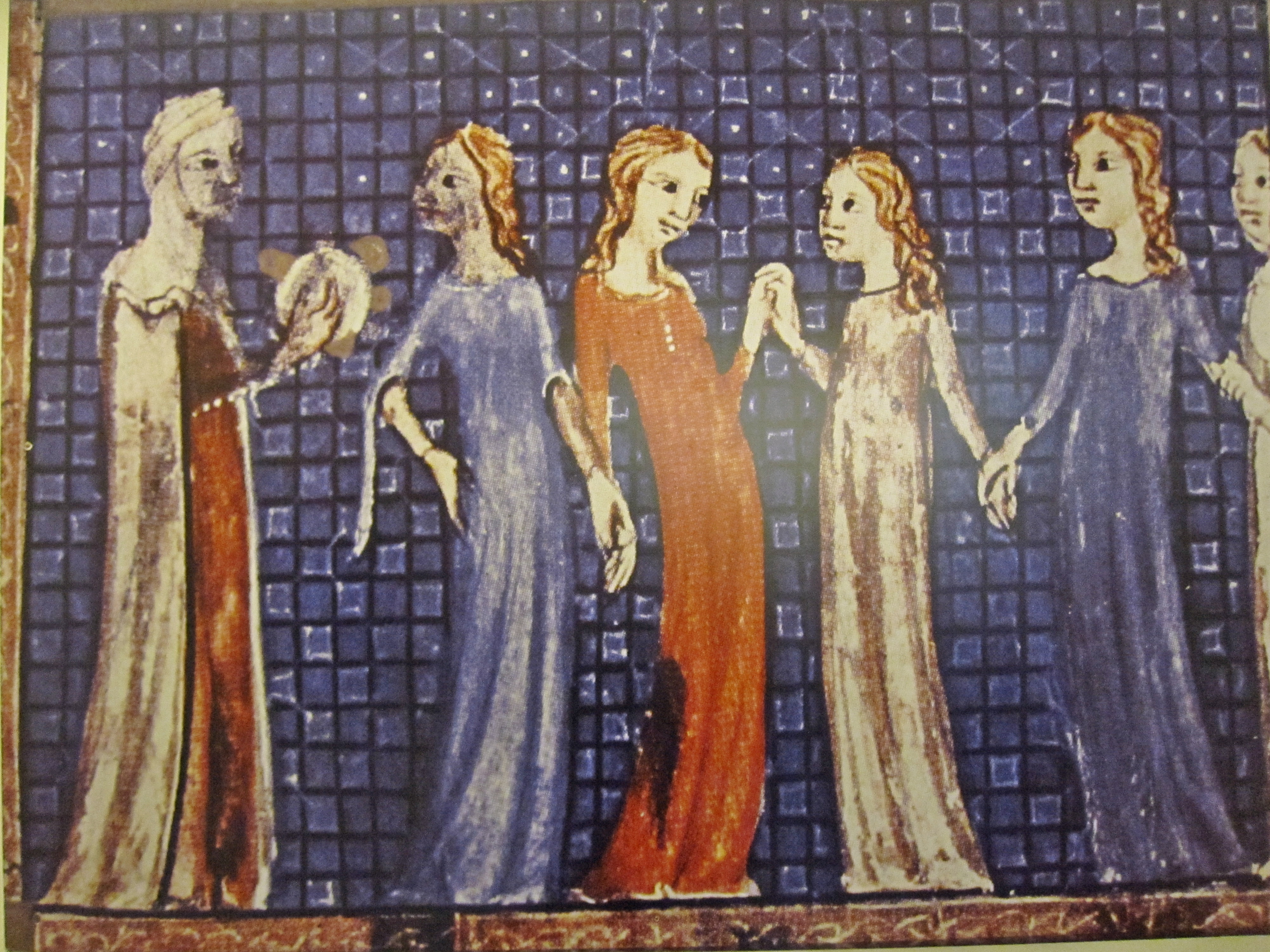
Miriam y las hebreas festejan haber cruzado el Mar Rojo. Hagadá de Sarajevo, 1350
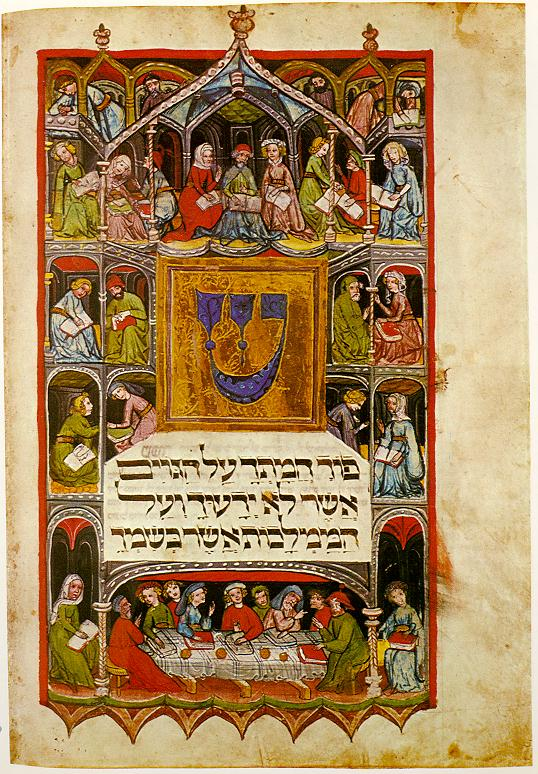
Israel ben Meir de Heidelberg, Hagadá Darmstadt, arte asquenazí, c. 1430
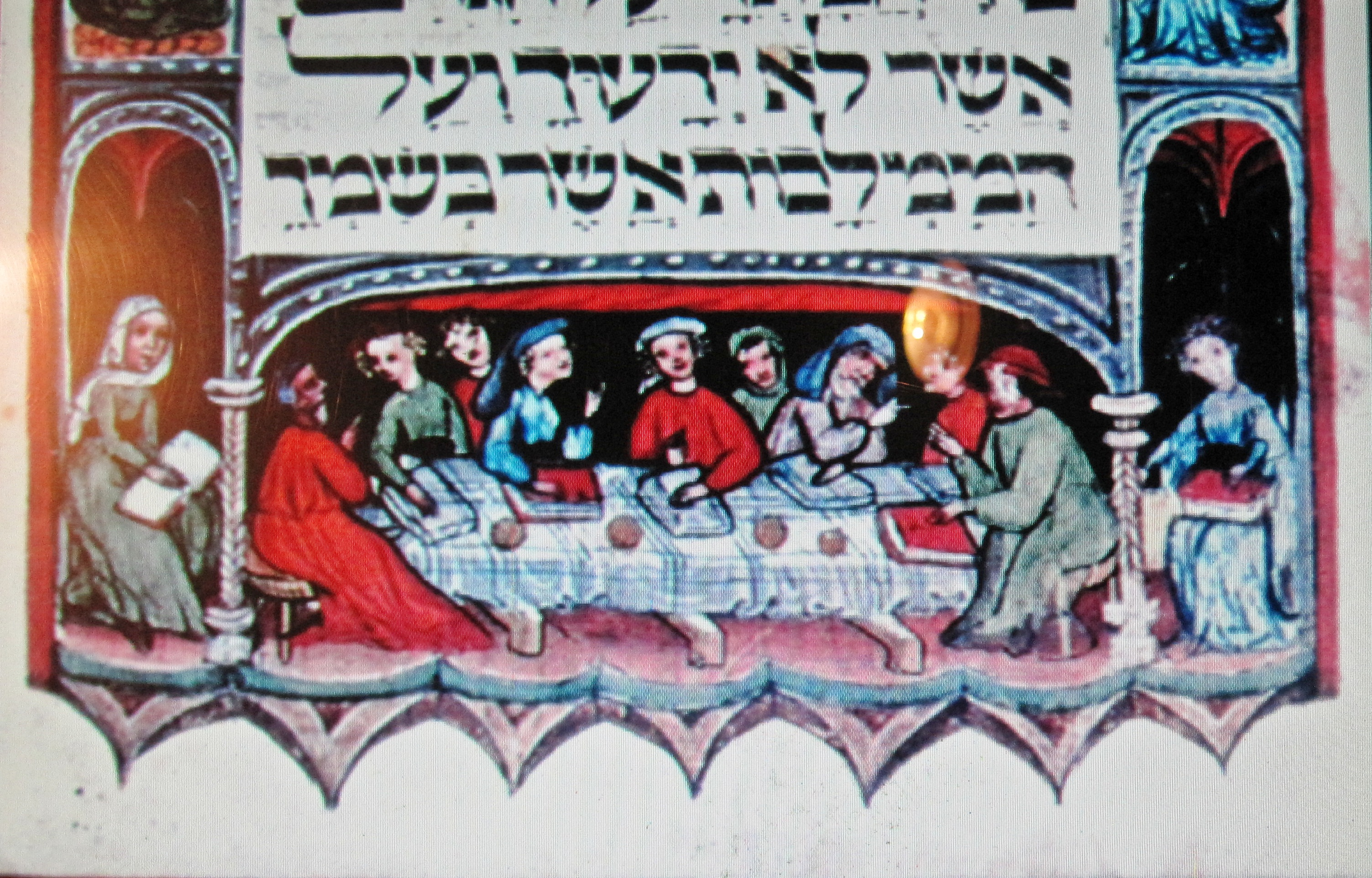
Pésaj. Hagadá Darmstadt, c. 1430
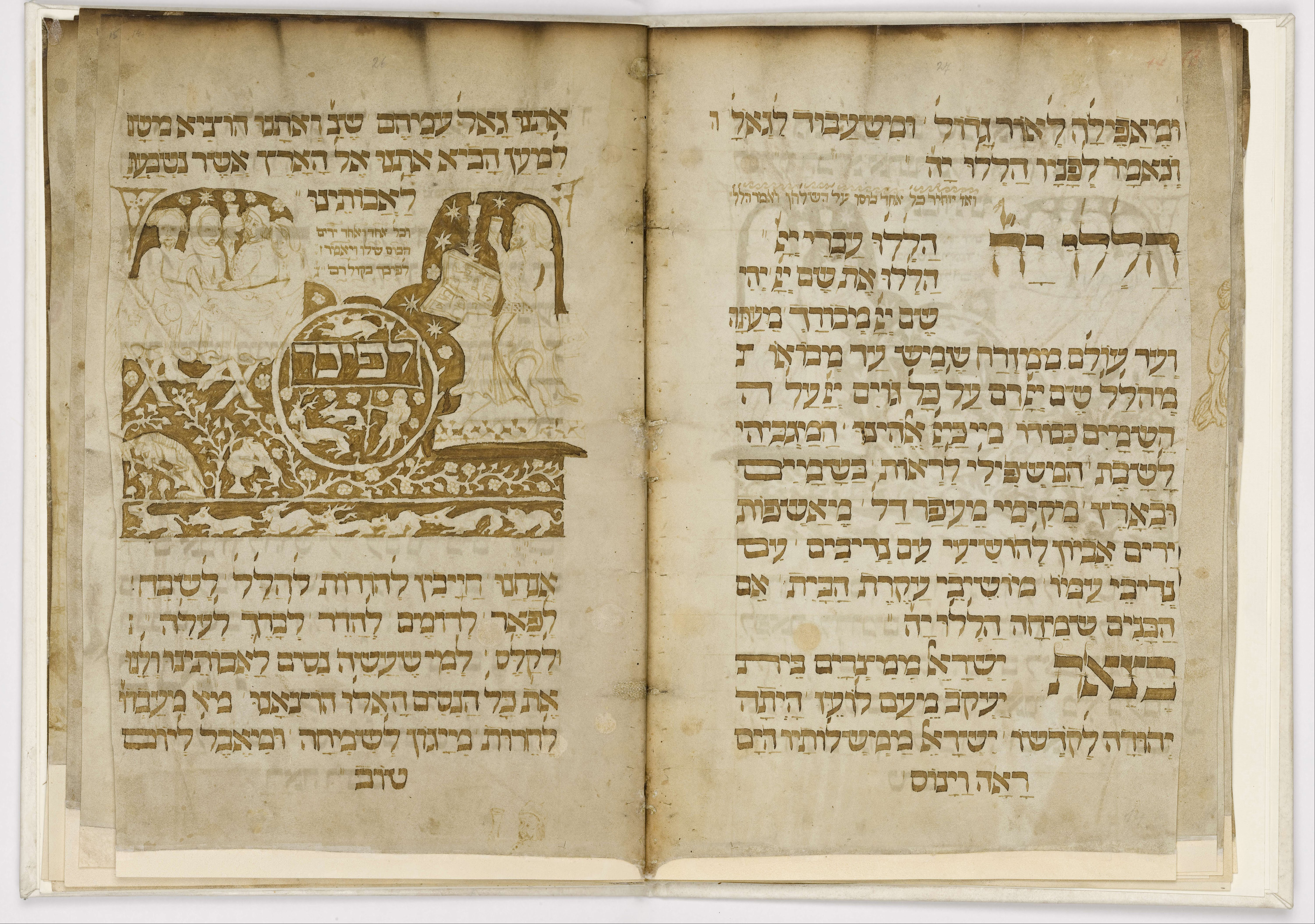
Yoel ben Simeon, Primera Hagadá de Núremberg, Alemania, 1449
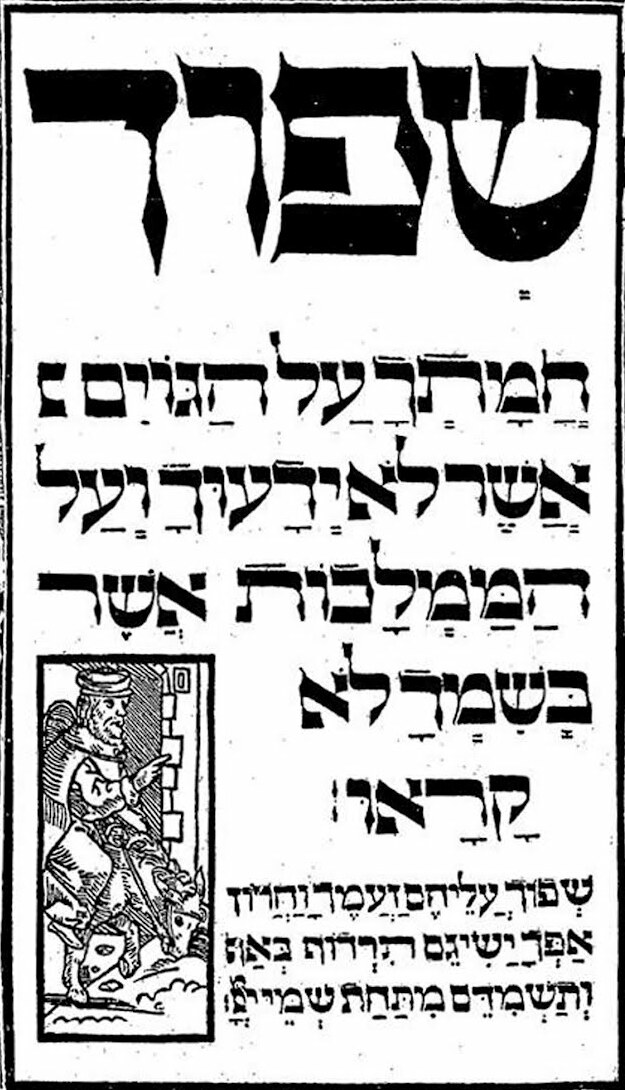
Hagadá de Praga, 1527. Presenta texto impreso y grabados en blanco y negro.
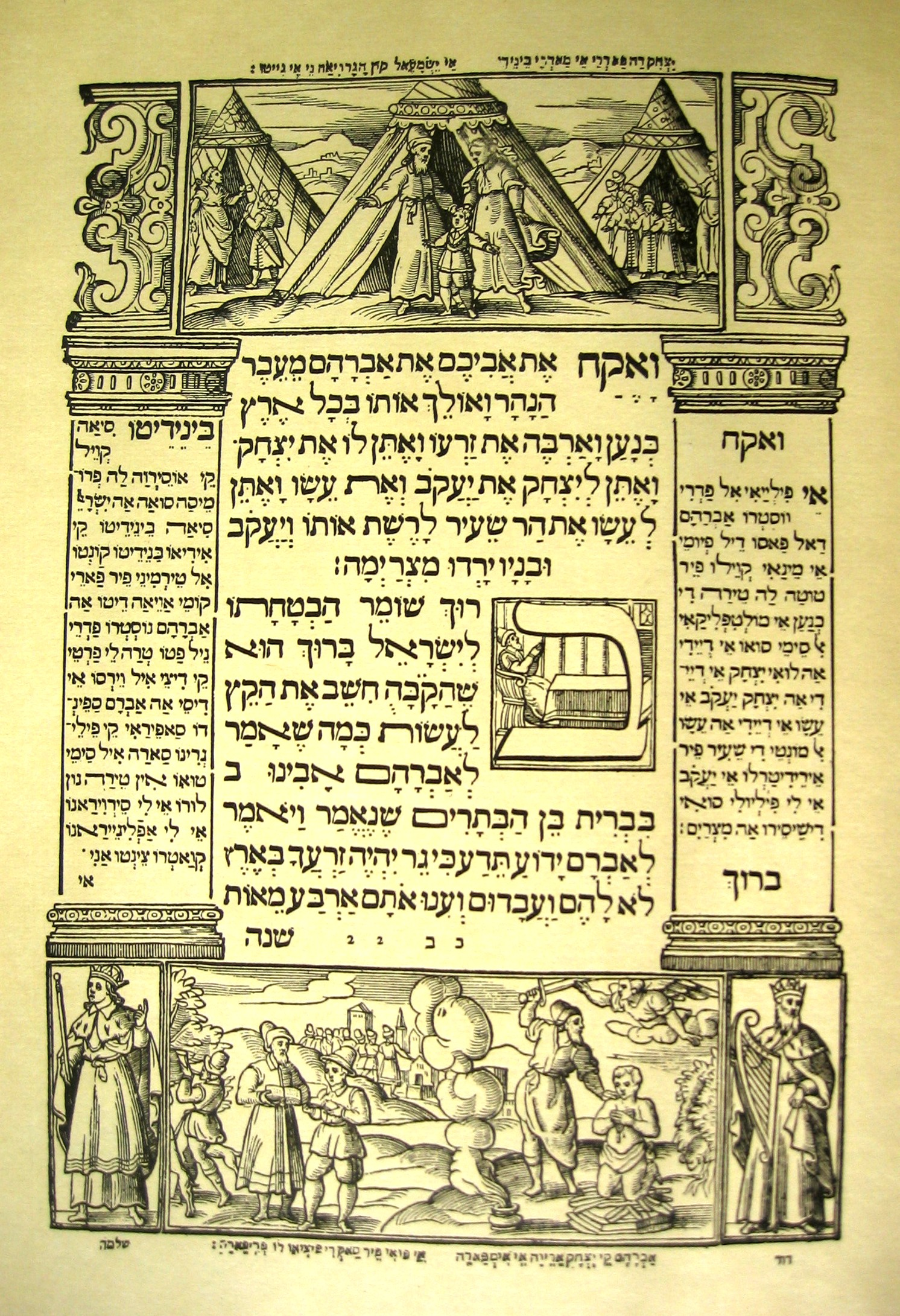
Escenas de la vida de Abraham. Hagadá de Venecia, Venecia, 1609. Biblioteca de la Universidad de Yale
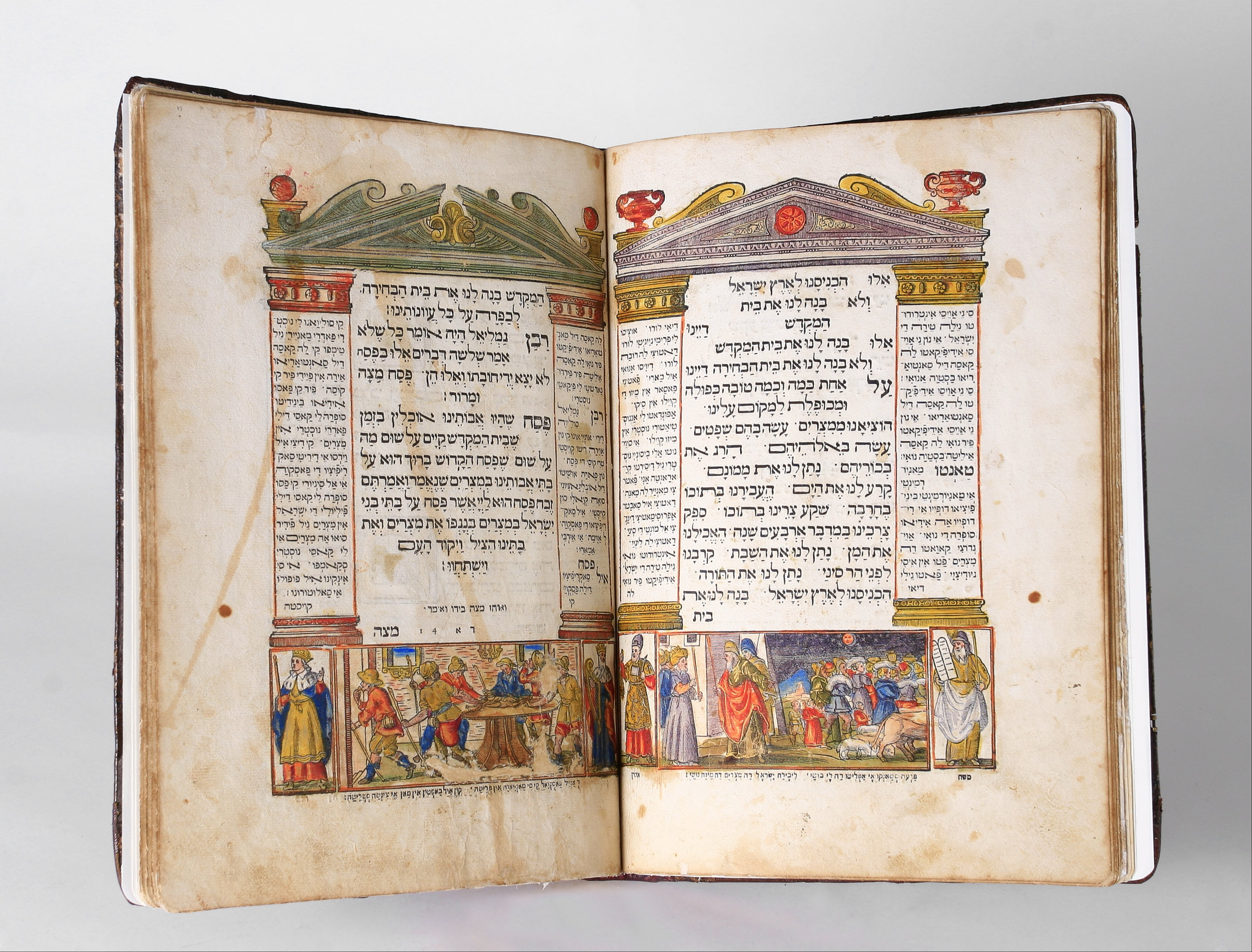
Giovanni di Gara e Israel ben Daniel ha-Zifroni, Hagadá de Venecia, Venecia, 1609. Impresa y pintada a mano. Museo de Israel, Jerusalén
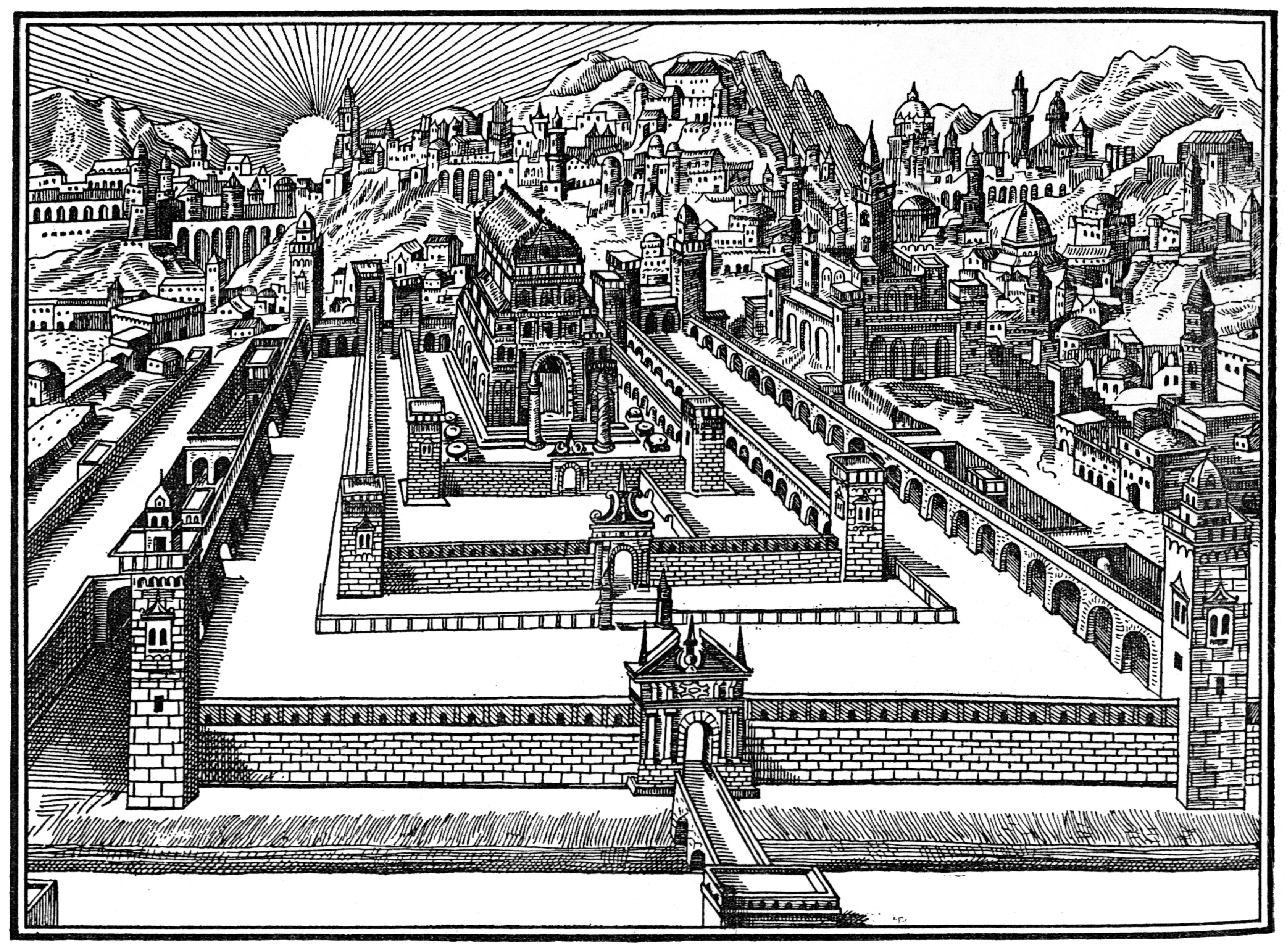
El Templo en Jerusalén, Hagadá de Pésaj, Ámsterdam, 1695.
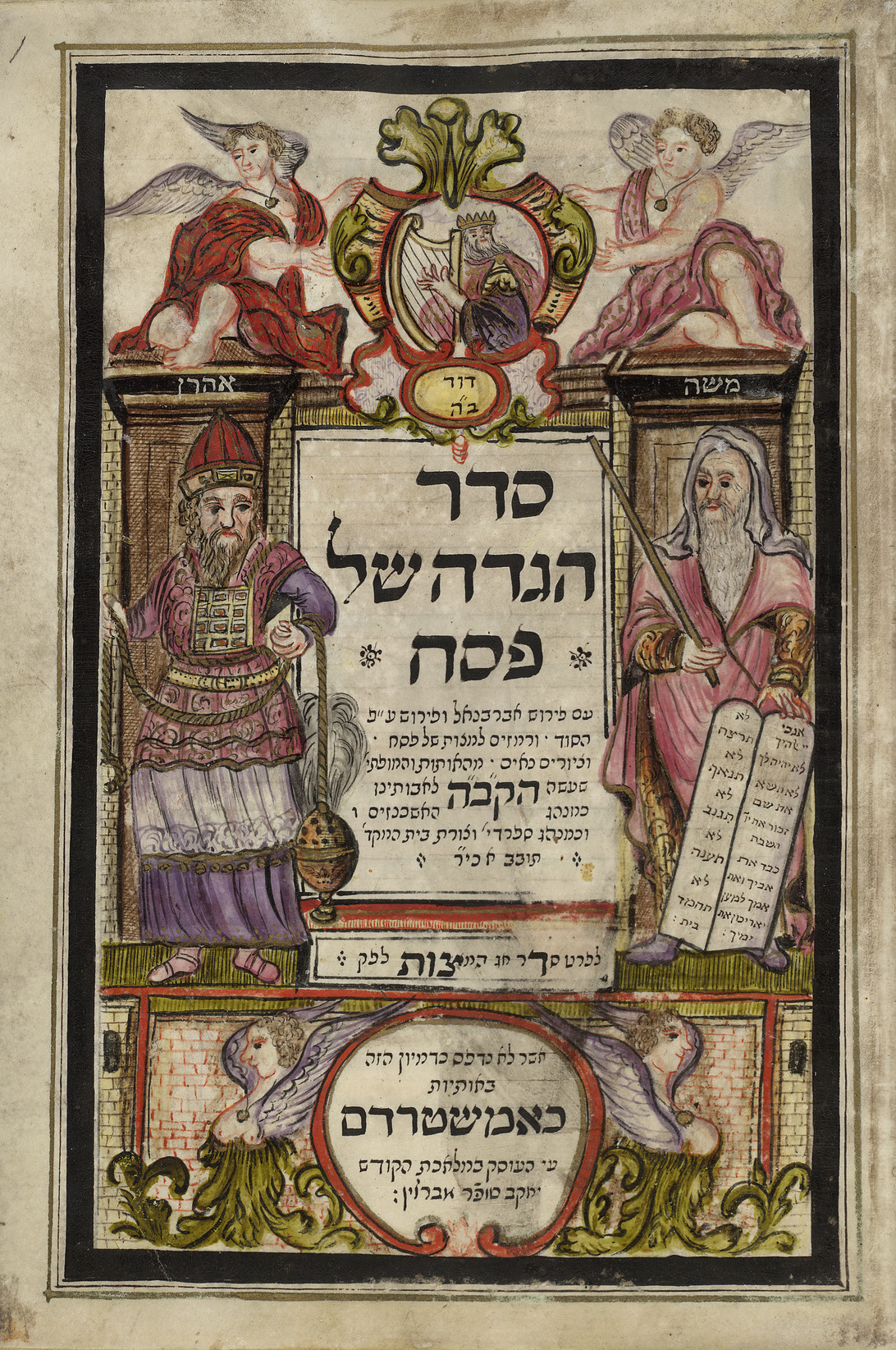
Jacob ben Judah Leib de Berlín, Hagadá con comentario de Isaac Abravanel, 1740. Londres, British Library, Add. 18724, f. 1: carátula con Moisés, Aarón y David.
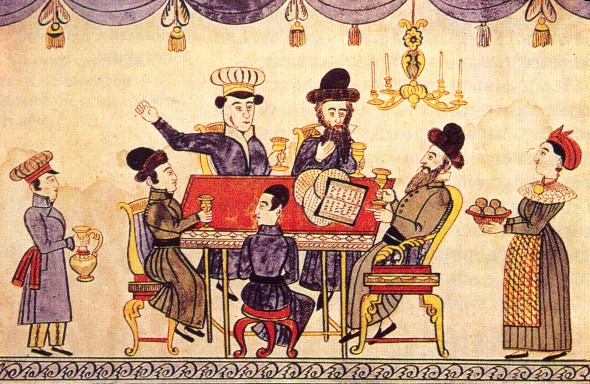
Arte asquenazí. Lubok (impreso popular), Zona de Asentamiento, 1850. Presenta una familia judía celebrando Pésaj, con su Hagadá abierta sobre la mesa.

### Hagadá Rothschild

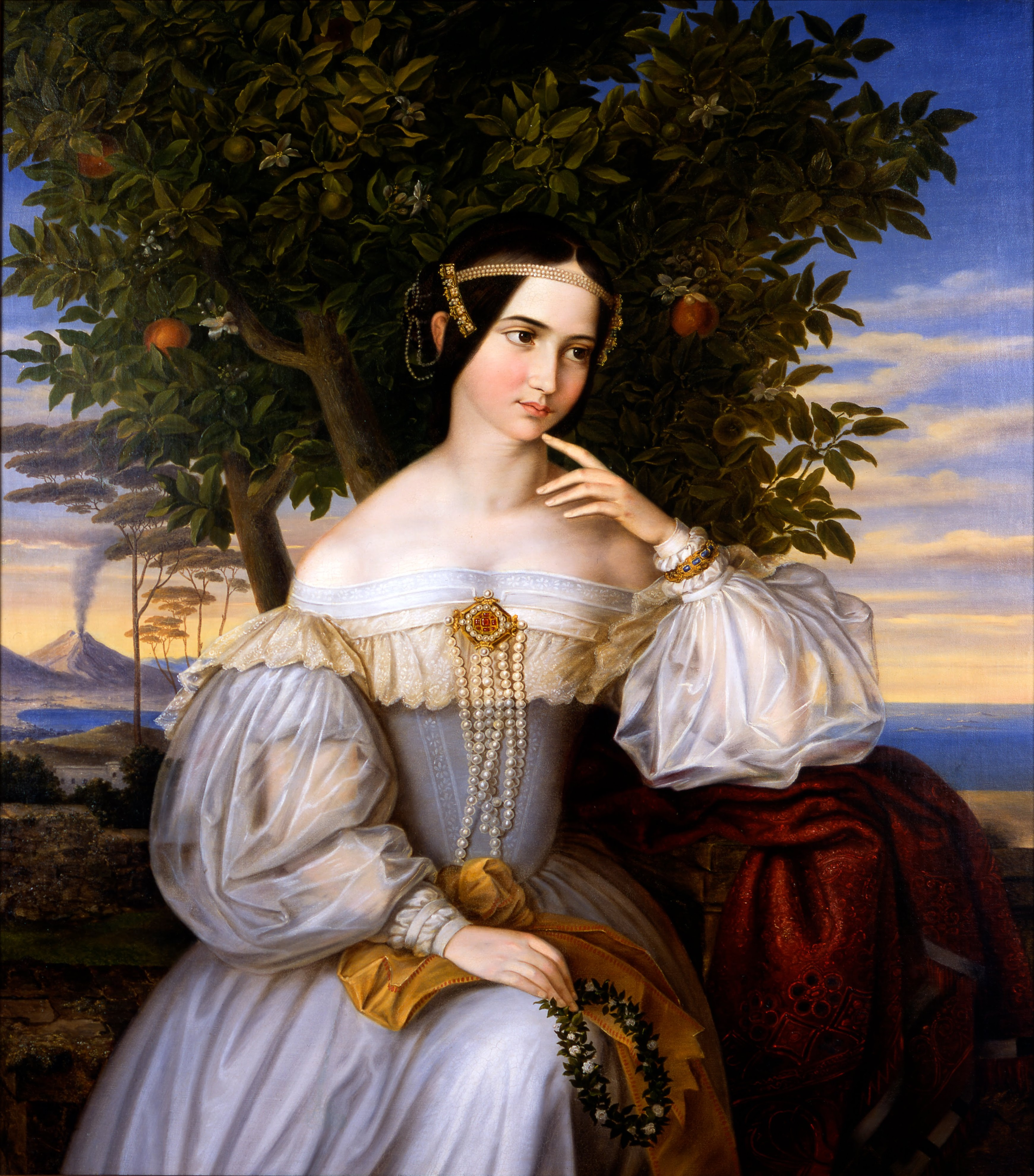
Oppenheim, Retrato de Charlotte de Rothschild, óleo, 1836. Museo de Israel, Jerusalén.

La Hagadá Rothschild es un manuscrito hebreo miniado de cien páginas, desarrollado en Fráncfort en 1842. Su texto fue realizado por Eliezer Sussman Mezeritsch y las iluminaciones fueron llevadas a cabo por Charlotte de Rothschild (1807-1859), la primera mujer en la historia del arte que produjo un manuscrito hebreo iluminado por ella misma. Además del texto hebreo, la Hagadá Rothschild contiene una traducción del mismo en alemán. La Hagadá en cuestión fue creada por la artista para su tío Amschel Mayer Rothschild en ocasión de su 70° cumpleaños. Charlotte de Rothschild fue inspirada por obras del acervo judío y cristiano, que incluyen manuscritos miniados del Medioevo, el ciclo de frescos bíblicos realizado por Rafael Sanzio en las logias del Palacio Apostólico Vaticano y los grabados publicados en la Hagadá de Ámsterdam en 1695. Charlotte Rothschild dejó sus iniciales solo en una imagen de la Hagadá: en una escena de estilo orientalista que presenta la celebración del Séder de Pésaj, precisamente sobre el respaldo de una silla que puede verse en sobre la derecha de dicha escena. Existió además un contacto estrecho y de colaboración entre Charlotte Rothschild y el artista hebreo Moritz Daniel Oppenheim (1800-1882), quien realizó su retrato de casamiento, la introdujo en el arte de la pintura siendo su verdadero maestro y en sus memorias recordó haber realizado algunos bocetos para ella. La Hagadá Rothschild forma parte de la Colección Braginsky y es preservada en Zúrich.